# VST-Einheitslackierung

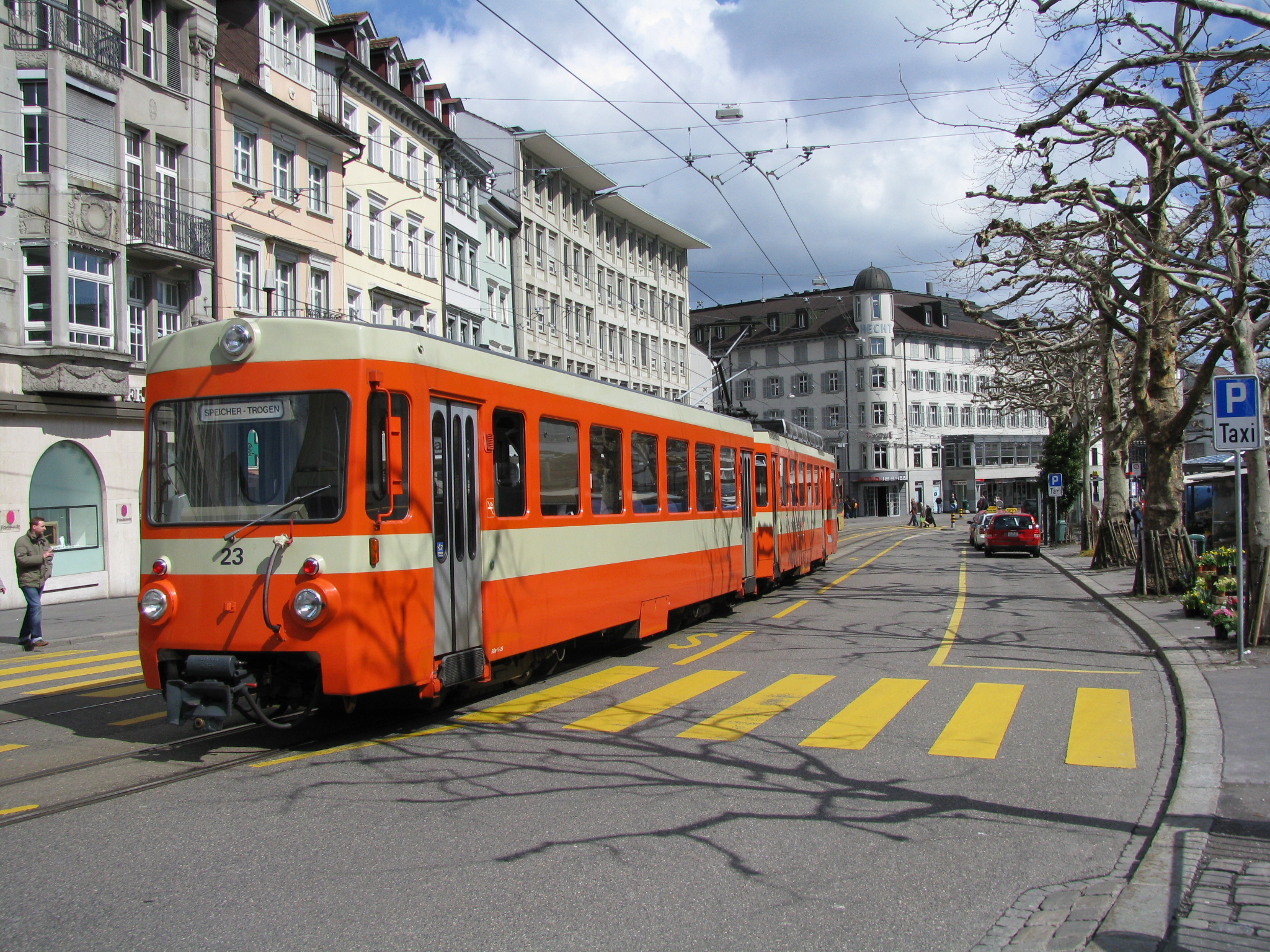
Ein Zug der Trogenerbahn in der VST-Einheitslackierung im Stadtgebiet von St. Gallen

Die VST-Einheitslackierung, auch VST-Lackierung, VST-Einheitsanstrich, VST-Anstrich, VST-Einheitsorange oder VST-Orange, war ein Projekt des Verbands Schweizerischer Transportunternehmungen (VST). Im Rahmen eines, ursprünglich auf zehn Jahre angelegten, schweizweiten Farbversuchs empfahl der Verband im Jahr 1974 allen seinen Mitgliedsunternehmen ihre
- Eisenbahnzüge, die den öffentlichen Strassenraum mitbenutzen[2]
- Trams samt Tramanhängern
- Trolleybusse samt Trolleybusanhängern
- Autobusse samt Autobusanhängern

einheitlich orange zu lackieren. Nicht beteiligt waren hingegen die Schweizerischen Bundesbahnen und die PostAuto Schweiz AG, die als Bundesbetriebe erst seit der Bahnreform von 1999 dem Verband angehören.

## Beschreibung
Beim VST-Design war der Wagenkasten durchgehend in reinoranger (RAL 2004) Signalfarbe respektive Warnfarbe oder Sicherheitsfarbe gehalten. Diese wurde um einen unterschiedlich breiten und in der Regel komplett umlaufenden lichtgrauen (RAL 7035) Kontrast- beziehungsweise Zierstreifen unterhalb der Fensterkante ergänzt. Teilweise war der Zierstreifen allerdings auch in den Einstiegsbereichen unterbrochen. In der Regel ebenso lichtgrau waren Eigentümerkennzeichnungen und Fahrzeugnummern beziehungsweise sonstige Aufschriften. Uneinheitlich war hingegen die Lackierung der Türen. Sie waren bei einigen Unternehmen – zwecks besserer Erkennbarkeit beim Einstieg – ebenfalls lichtgrau oder alternativ unlackiert beziehungsweise bestanden aus eloxiertem Aluminium. Gleiches galt für die Dachgestaltung. Ebenfalls optional war ein zusätzlicher zweiter lichtgrauer Streifen zwischen Dachunterkante und Fensteroberkante.
Das auffällige helle Design im Zeitgeist der 1970er Jahre sollte durch seine bessere Sichtbarkeit für andere Verkehrsteilnehmer vor allem der Verkehrssicherheit beziehungsweise der Unfallverhütung dienen. Ursächlich hierfür war dabei nicht zuletzt der in jenen Jahren weiter stark ansteigende motorisierte Individualverkehr. Darüber hinaus wäre ein unternehmensübergreifendes Corporate Design im öffentlichen Verkehr mit hohem Wiedererkennungswert entstanden. Mit dem neuen Lack verbunden war ausserdem das Anliegen, im Strassenverkehrsrecht – analog zu Schienenbahnen – auch für Trolleybusse und Autobusse eine generelle Vortrittsberechtigung zu verankern.
Jedoch konnte sich der helle Lack nicht flächendeckend durchsetzen; unter anderem wurde er mit der klassischen Farbe der Müllabfuhr assoziiert. Zudem hätte das VST-Orange die traditionellen Unternehmensfarben verdrängt, die oft auf den jeweiligen Stadtfarben basierten.

## Vorgeschichte
Die ersten Versuche mit gelben und orangen Lackierungen zur besseren Sichtbarkeit von Fahrzeugen im öffentlichen Verkehr begannen 1973 bei den Städtischen Verkehrsbetrieben Bern. Dazu wurden vier der sechs in diesem Jahr abgelieferten Daimler-Benz/Vetter-Gelenkautobusse des Typs O 317 G in unterschiedlichen Lackierungsvarianten ausgeliefert. Sämtliche Wagen erhielten einen schwarzen Kontraststreifen unter den Fenstern, während bei je einem Wagen pro Grundfarbe der Bereich über diesem Streifen weiss war. Im Zuge einer Revision im Herbst 1973 erhielt auch der FBW/Ramseier&Jenzer GTr51 Nummer 29 die komplett gelbe Lackierung mit schwarzem Kontraststreifen, ergänzt durch eine Dachbandenwerbung mit den Worten "Gefahr erkannt – Gefahr gebannt – Gelb für ihre Sicherheit". Dieses Fahrzeug, das bis 1984 oder 1985 in Betrieb blieb, wurde auf Grund seiner auffälligen Lackierung auch Wäschpi genannt. Als letztes Fahrzeug dieses Versuchs mit gelbem Grundanstrich wurde der Einheitstrolleybus Nummer 30 1974 mit weisser oberer Fahrzeughälfte ausgeliefert.

## Be 4/8

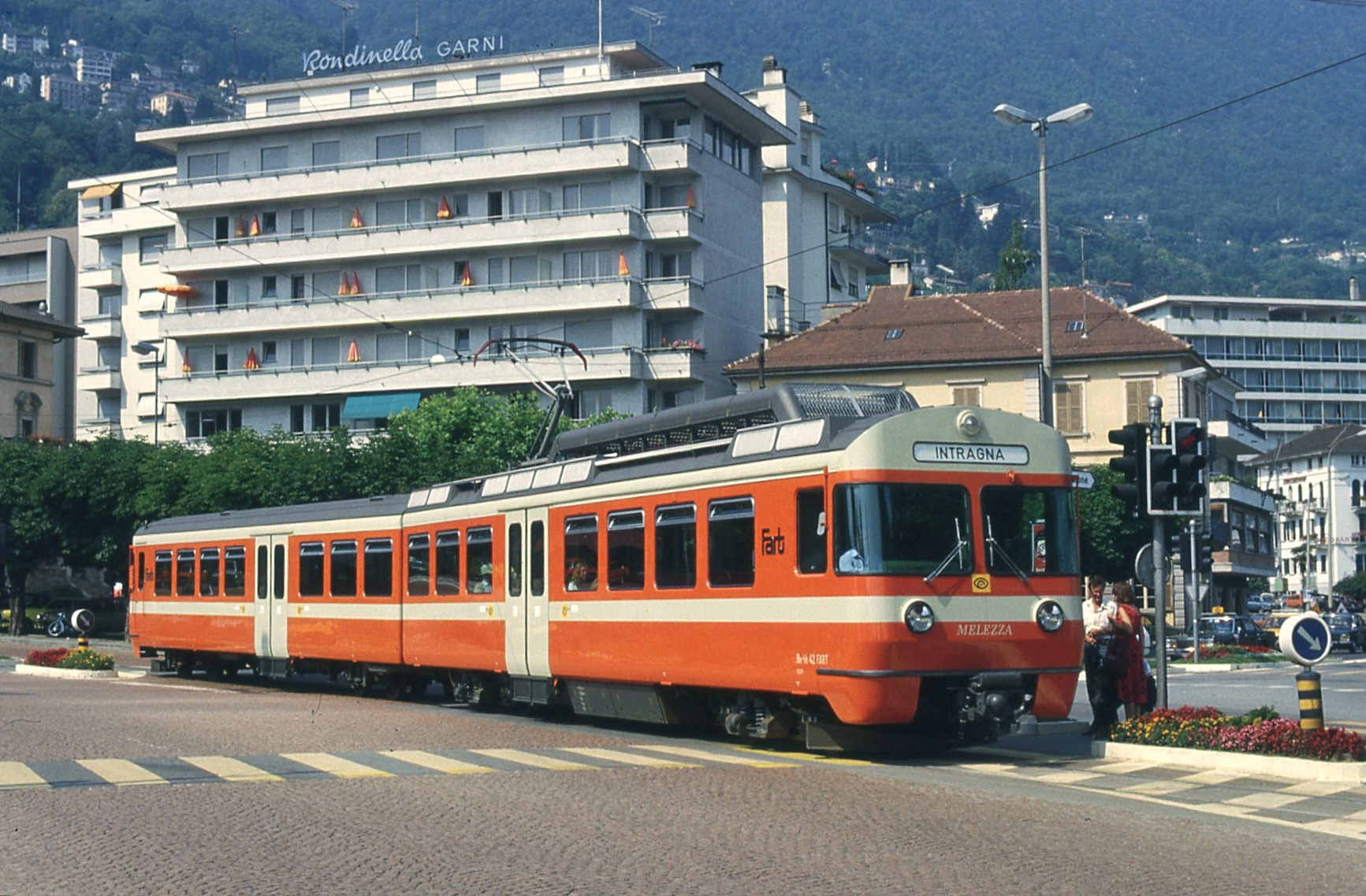
Ein Be 4/8 der FART, dieses Design diente als Vorbild für die VST-Einheitslackierung

Bereits in ihrer Fahrgastzeitung vom August 1972 veranstalteten die Solothurn–Zollikofen–Bern-Bahn (SZB) und die Vereinigten Bern–Worb-Bahnen (VBW) im Vorfeld der gemeinsamen Beschaffung ihrer zwölf neuen Triebwagen des Typs Be 4/8, davon fünf für die SZB (48–52) und sieben für die VBW (41–47), unter ihren Fahrgästen einen Farbenwettbewerb mit Abstimmung und Verlosung. Zur Auswahl standen sechs verschiedene Designs, die sich stark an die damalige Pop-Lackierung der Deutschen Bundesbahn anlehnten. Darunter auch zwei mit der Grundfarbe Orange, wobei die Türbereiche bei beiden Varianten ebenfalls lichtgrau waren:
- Vorschlag A: breitere lichtgraue Bauchbinde, zusätzlicher lichtgrauer Streifen zwischen Dach und Fenstern
- Vorschlag F: schmalerer lichtgrauer Streifen auf Fussbodenhöhe

In Betrieb gingen die neuen Züge schliesslich zum Sommerfahrplan 1974 mit einer Kombination aus den beiden genannten Vorschlägen. Der schmale Streifen von Vorschlag F konnte sich durchsetzen, war aber statt auf Fussbodenhöhe letztlich unter der Fensterkante angeordnet. Ergänzt wurde er vom zusätzlichen Streifen zwischen Dach und Fenstern, der auf den Vorschlag A zurückging. Dieses Design diente schliesslich dem ebenfalls in der Bundesstadt Bern ansässigen VST als Vorbild für seine landesweite Farbempfehlung. Neben den bereits genannten zwölf Be 4/8 der ersten Serie waren auch alle 16 in den Jahren 1977 und 1978 produzierten Züge der zweiten Serie orange lackiert, darunter sieben weitere Einheiten für die SZB (53–59), zwei weitere Einheiten für die VBW (60–61), die fünf Einheiten für die Lugano-Ponte-Tresa-Bahn (FLP) sowie die beiden Einheiten für die Ferrovie autolinee regionali ticinesi (FART).

## VST-Einheitstrolleybusse

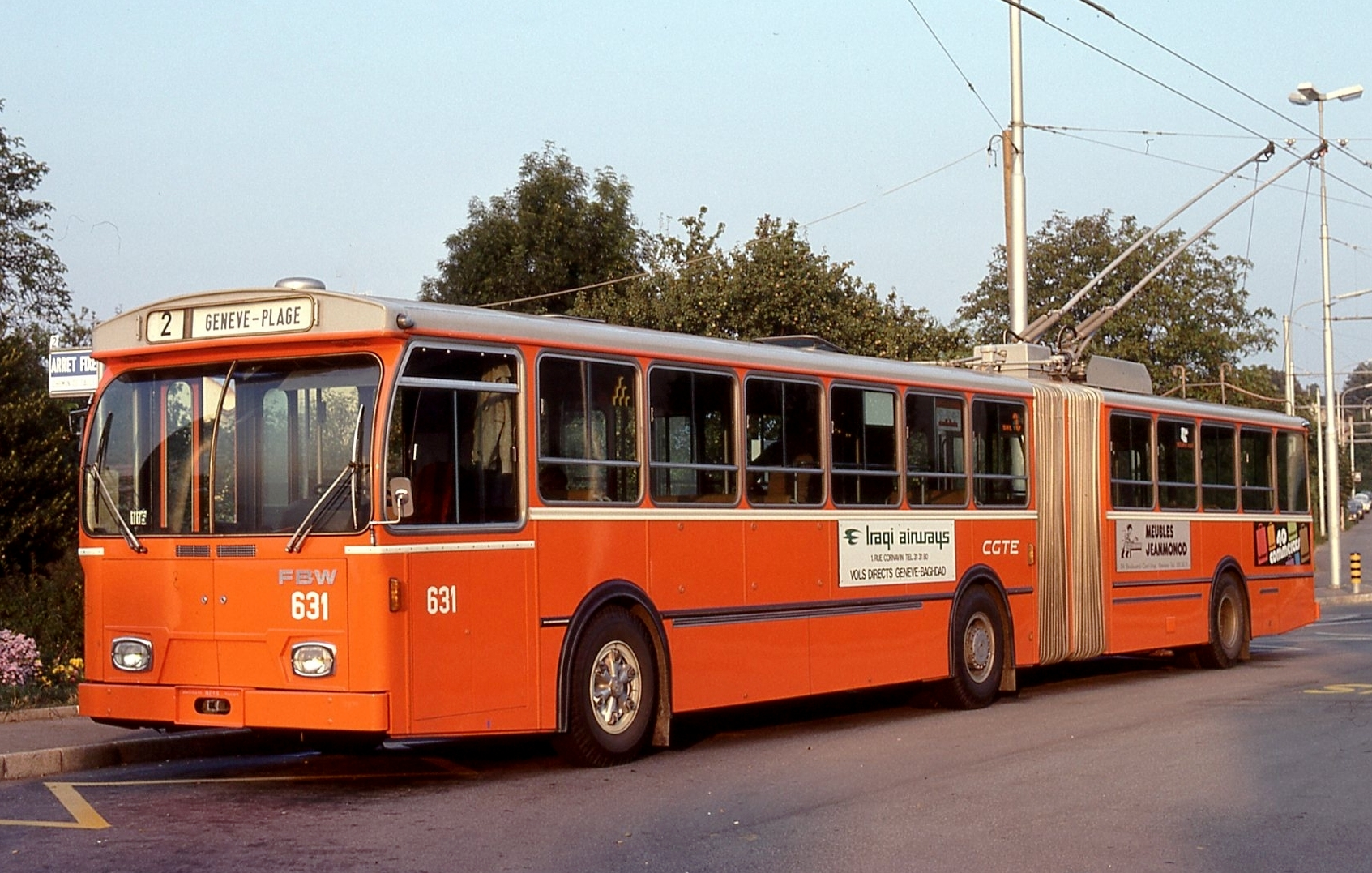
Ein 1975 ausgelieferter Genfer VST-Einheitstrolleybus in VST-Einheitslackierung, jedoch abweichend von der Norm mit im Frontbereich unterbrochenem Kontraststreifen

Ebenfalls 1974 begann die Ablieferung der insgesamt 119 VST-Einheitstrolleybusse. die erste Tranche von 26 Wagen erhielt dabei noch im gleichen Jahr das Berner Trolleybusnetz zugeteilt. Während die ersten 16 Wagen noch gelb-weiss (Versuchslackierung Wagen 30) beziehungsweise grün-weiss (Wagen 31–45) waren, kam bei den Wagen 46–55 bereits die vom VST empfohlene Lackierung zur Anwendung. Daraufhin schlossen sich Basel (zehn Wagen im Jahr 1975), Genf (18 Wagen im Jahr 1975), Lausanne (18 Wagen in den Jahren 1975 und 1976) sowie Neuenburg (zehn Wagen im Jahr 1976) an. Und auch die zweite Serie für Bern, die sechs Wagen des Baujahrs 1977, war wiederum orange. Somit trugen schliesslich 72 von 119 Wagen das VST-Orange ab Werk, nur die Verkehrsbetriebe der Stadt Zürich blieben mit ihren 31 Fahrzeugen vollständig bei ihrer angestammten Lackierung in den Stadtfarben Blau und Weiss. Darüber hinaus erhielt nachträglich ausserdem noch der Berner Trolleybus 30 statt seiner Versuchslackierung von 1974 das VST-Orange.

## Weitere ab Werk mit dem VST-Anstrich ausgelieferte Fahrzeuge
Über die Be 4/8-Triebzüge und die VST-Einheitstrolleybusse hinaus erhielten folgende Fahrzeuge den VST-Anstrich bereits ab Werk:
Schienenfahrzeuge

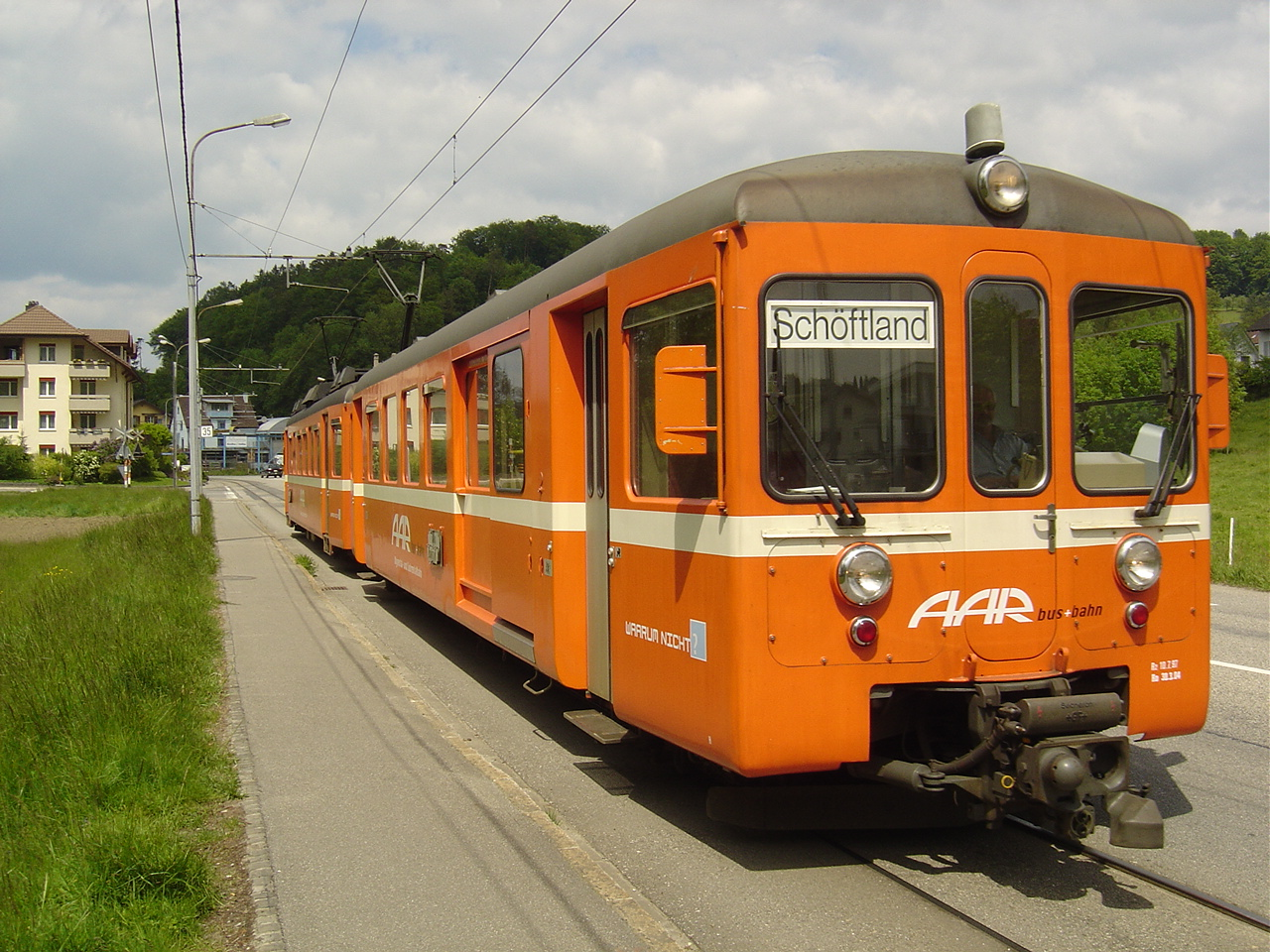
Zug der Wynental- und Suhrentalbahn

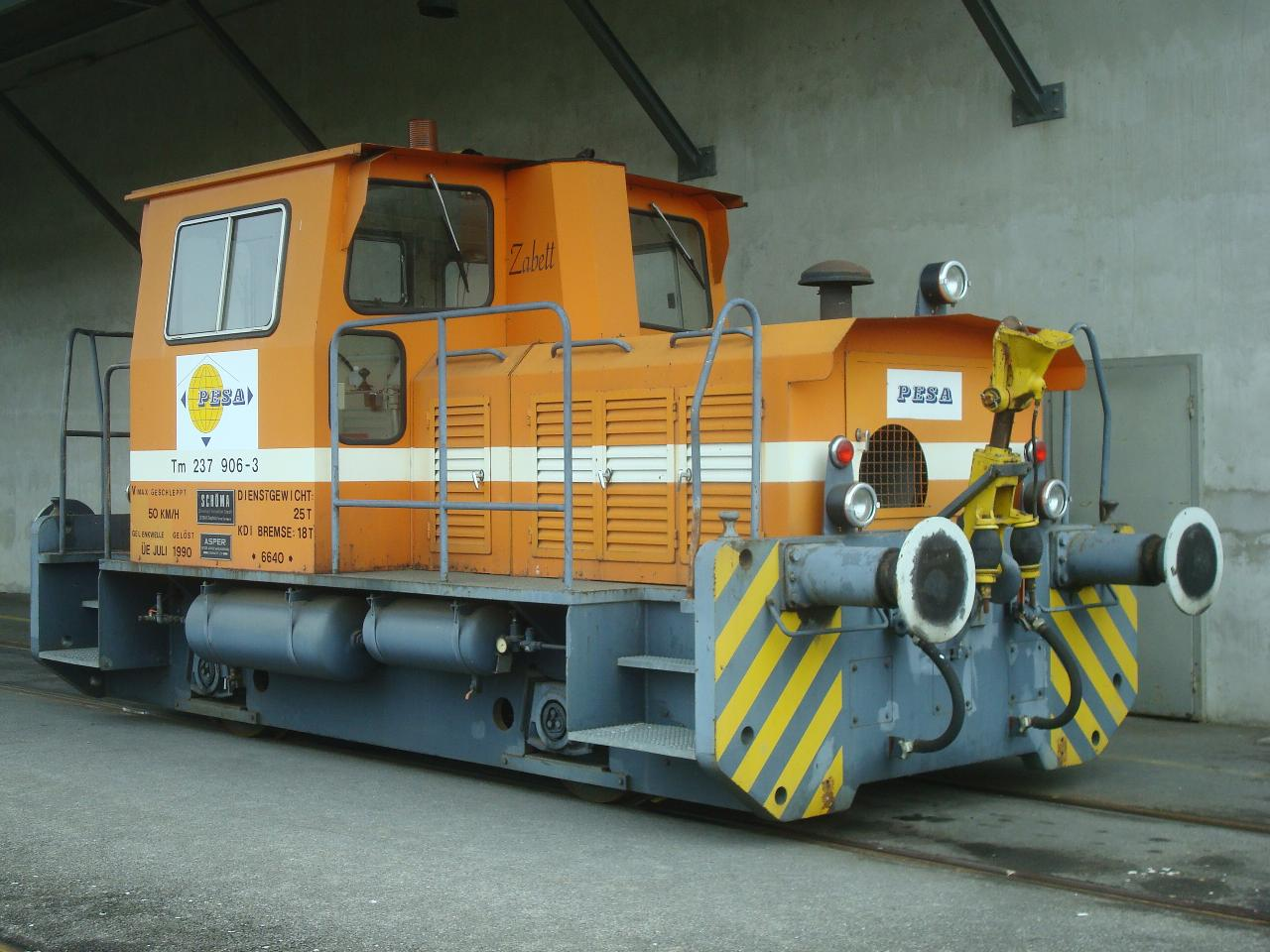
PESA-Werklokomotive Zabett

- die 14 in den Jahren 1978–1979 beschafften Be 4/4-Triebwagen 15–27 der Wynental- und Suhrentalbahn
- die fünf in den Jahren 1975–1977 beschafften BDe 4/8-Triebzüge 21–25 der Trogenerbahn
- die 1990 von Schöma gebaute PESA-Werklokomotive Zabett

Trolleybusse
- die 23 in den Jahren 1974–1979 beschafften Trolleybusanhänger 951–973 für Lausanne
- die acht in den Jahren 1978–1982 beschafften Solowagen 101–108 für den Trolleybus La Chaux-de-Fonds
- der 1978 beschaffte Prototyp Nummer 121 für den Trolleybus Winterthur, analog zu den in der Region Bern eingesetzten Be 4/8 aufgrund der Lackierung mitunter scherzhaft Mandarinli genannt.[10][4]

Autobusse

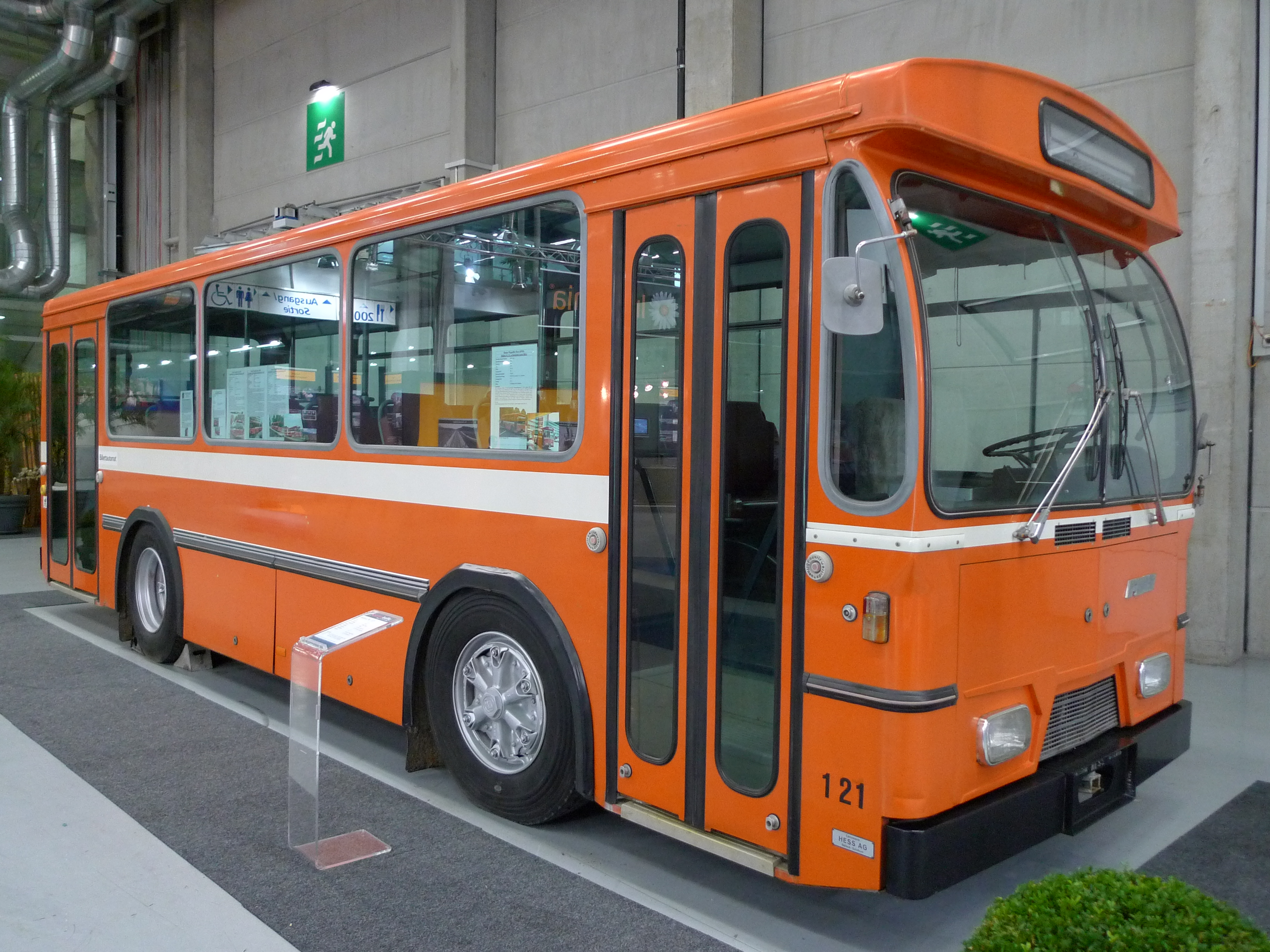
Midibus aus Aarau, abweichend mit unterschiedlich breitem Streifen

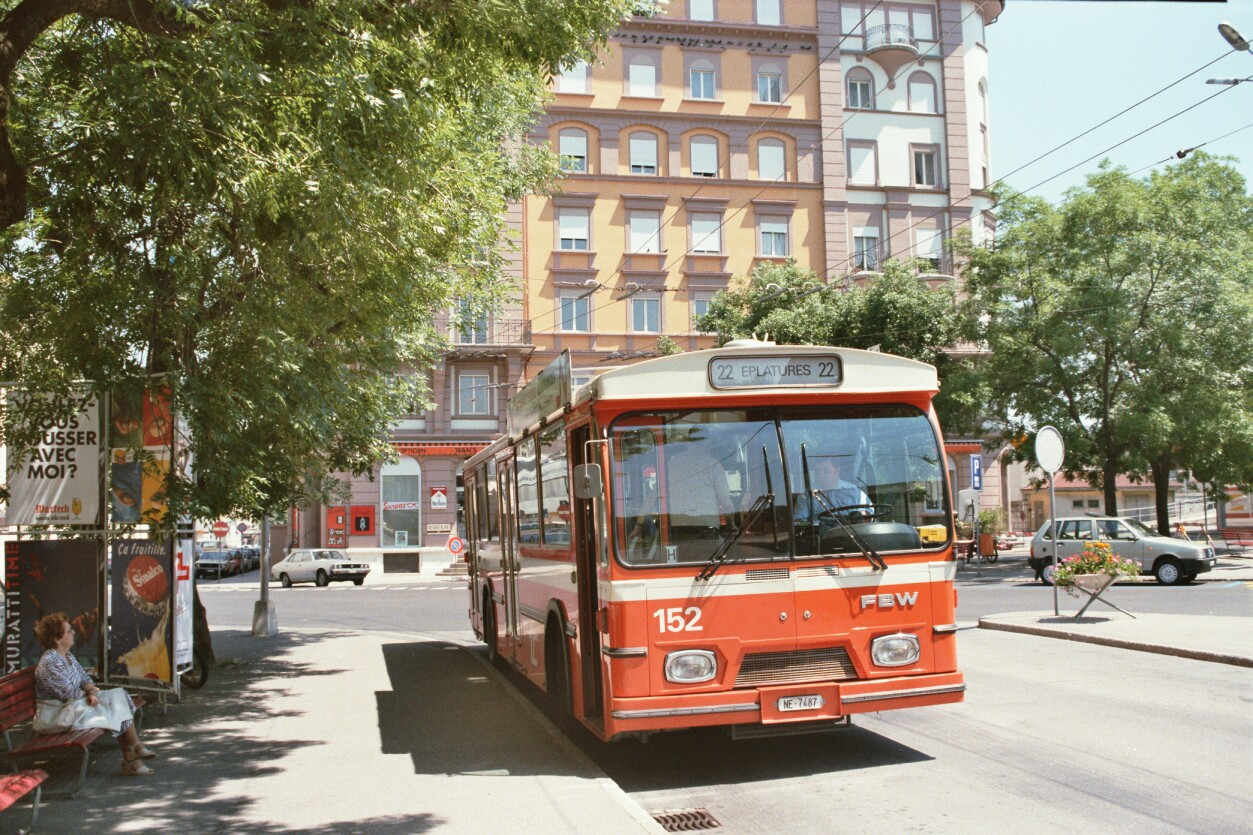
FBW-Autobus 152 in La Chaux-de-Fonds, 1986

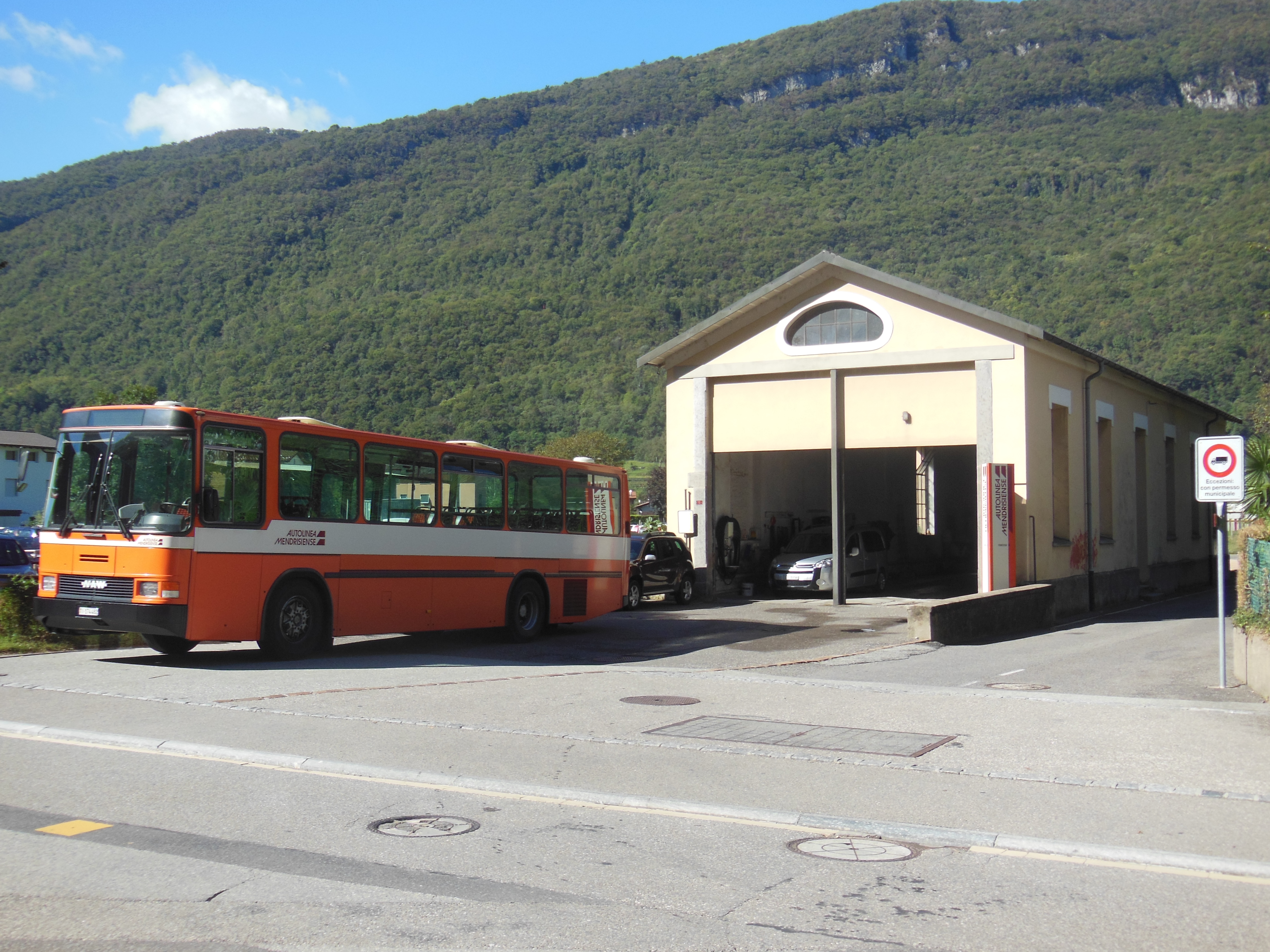
Autobus der Autolinea Mendrisiense, 2012

Ausserdem war das Farbkonzept bei zahlreichen Autobusbetrieben anzutreffen: 
- Autolinea Mendrisiense
- Auto AG Schwyz
- Auto AG Uri[11]
- Autobus AG Gossau
- Autokurse Oberthurgau AG
- Automobilgesellschaft Kirchberg AG
- Busbetrieb Aarau
- Busbetrieb Solothurn und Umgebung
- Chemins de fer fribourgeois Gruyère–Fribourg–Morat, jedoch nur beim 1981 beschafften Mercedes-Benz O 305 G mit der Nummer 111[12]
- Compagnie des Transports en commun, La Chaux-de-Fonds
- Compagnie Genevoise des Tramways Électriques
- Rheintalische Verkehrsbetriebe (RhV)
- Stadtomnibus Olten AG
- Städtische Verkehrsbetriebe Bern
- Transports en commun de Neuchâtel et environs
- Verkehrsbetriebe Herisau (VBH)
- Zugerland Verkehrsbetriebe
- Solothurn-Zollikofen-Bern-Bahn

## Nachträglich mit dem VST-Anstrich versehen
Einige wenige Gesellschaften lackierten auch ihre Altfahrzeuge in den VST-Farben:
- Die Trogenerbahn, die Wynental- und Suhrentalbahn (WSB) sowie die Lugano-Ponte-Tresa-Bahn strichen analog zu ihren oben erwähnten Neubauzügen auch alle damals im Bestand befindlichen Altbauwagen orange, um ein einheitliches Erscheinungsbild des gesamten Fuhrparks zu erhalten. Bei letztgenanntem Unternehmen fielen darunter auch nicht im Personenverkehr eingesetzte Fahrzeuge; dies waren der 1952 gebaute Posttriebwagen Ze 4/4 4 samt zugehörigem Anhänger Z 8 sowie ein Bahndienstfahrzeug.[13]
- Die Schweizerische Südostbahn (SOB) lackierte ihre vier Triebwagen des Typs ABe 4/4 mit den Nummern 11–14 orange, als diese Fahrzeuge der Baujahre 1939 und 1940 in den Jahren 1978–1982 umfassend modernisiert wurden.
- Bei der Aigle-Sépey-Diablerets-Bahn (ASD) betraf das VST-Orange nur die beiden Altbautriebwagen des Typs BDe 4/4 mit den Nummern 1 und 3 von 1913, dazu die drei zugehörigen zweiachsigen Anhänger 32–34. Beim Triebwagen Nummer 3 war der umlaufende Streifen im Frontbereich ausserdem als sogenannter Zierspitz ausgeführt, das heisst er war zusätzlich V-förmig gekröpft.
- Bei der Strassenbahn Genf waren in erster Linie die fünf 1974 von der Strassenbahn Aachen übernommenen Duewag-Gelenkwagen mit den Nummern 795–799 orange, die ursprünglich in den Jahren 1958 und 1959 für die Straßenbahn Mönchengladbach gebaut wurden. Darüber hinaus erhielten in Genf noch einige Schweizer Standardzüge aus den frühen 1950er Jahren das VST-Orange. Dies betraf zunächst 1974 die Motorwagen 704, 715 und 724 sowie den Anhänger 308,[14] nachträglich kamen noch der Motorwagen 734 und der Anhänger 321 hinzu. Ausserdem erhielten noch einige ältere Genfer Trolleybusse, Autobusse und Autobusanhänger die Einheitslackierung.
- Die Meiringen-Innertkirchen-Bahn lackierte ihre beiden 1978 gebraucht von der Oberrheinischen Eisenbahn-Gesellschaft übernommenen Fuchs-Triebwagen mit den Nummern 6 und 7 orange
- Bei der Chemins de fer du Jura (CJ) war als einziges Fahrzeug probeweise der Triebwagen BDe 4/4 Nummer 606 von 1953 orange.
- Die Régional du Val-de-Travers (RVT) strich nur ihren EAV-Steuerwagen Bt 203 von 1964 versuchsweise gemäss der VST-Vorgabe.
- Die Chemin de fer Pont–Brassus (Pbr) lackierte nur ihren Leichtmetallwagen Typ „Seetal“ mit der Betriebsnummer Bi 476 orange.
- Der 1959 gebaute Saurer-Autobus-Prototyp Nummer 359 der Verkehrsbetriebe der Stadt Zürich erhielt 1974 als einziges Zürcher Fahrzeug den VST-Anstrich.[15]
- Die Compagnie des Transports en commun de Neuchâtel et environs passte ihre Trolleybusse 15, 22, 23, 25, 26 und 28, den Saurer-Turmwagen 51 sowie den aus Luzern übernommenen Trolleybusanhänger 183 an
- Die Bremgarten-Dietikon-Bahn (BDB) lackierte ihre damals nicht mehr im Personenverkehr eingesetzten Altbautriebwagen BDe 4/4 10 und 11 sowie den Sprengwagen X302 und den Muldenrollwagen X350 um
- Die Zahnradbahn Montreux–Glion lackierte ihre Lokomotive HGe 2/2 101 orange, als diese 1976 einen neuen Lokomotivkasten erhielt

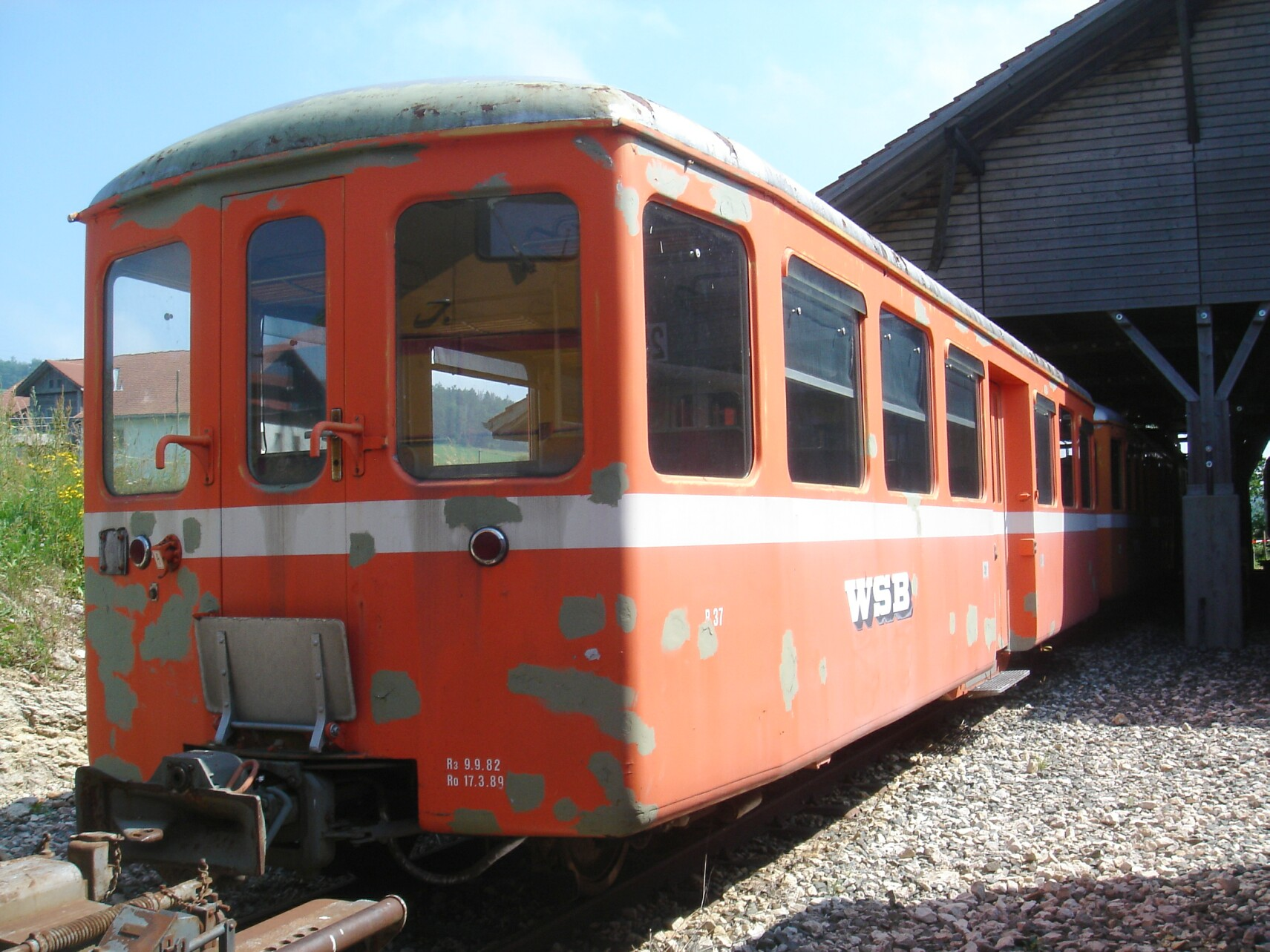
Altbauanhänger B 37 der WSB
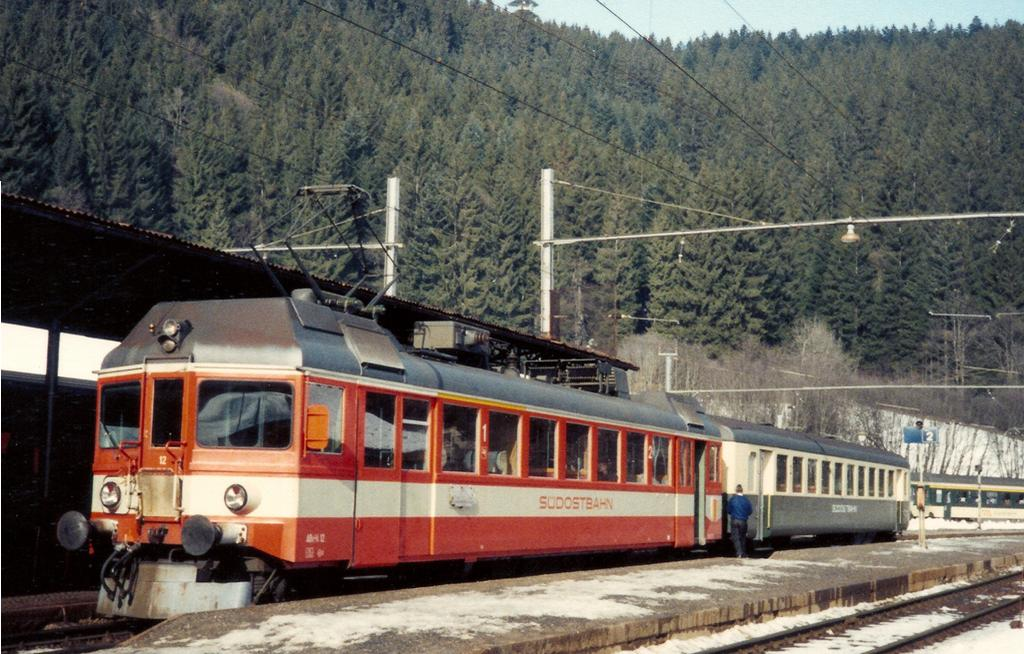
Der ABe 4/4 Nummer 12 der SOB mit besonders breitem Streifen und darin integriertem Unternehmensschriftzug
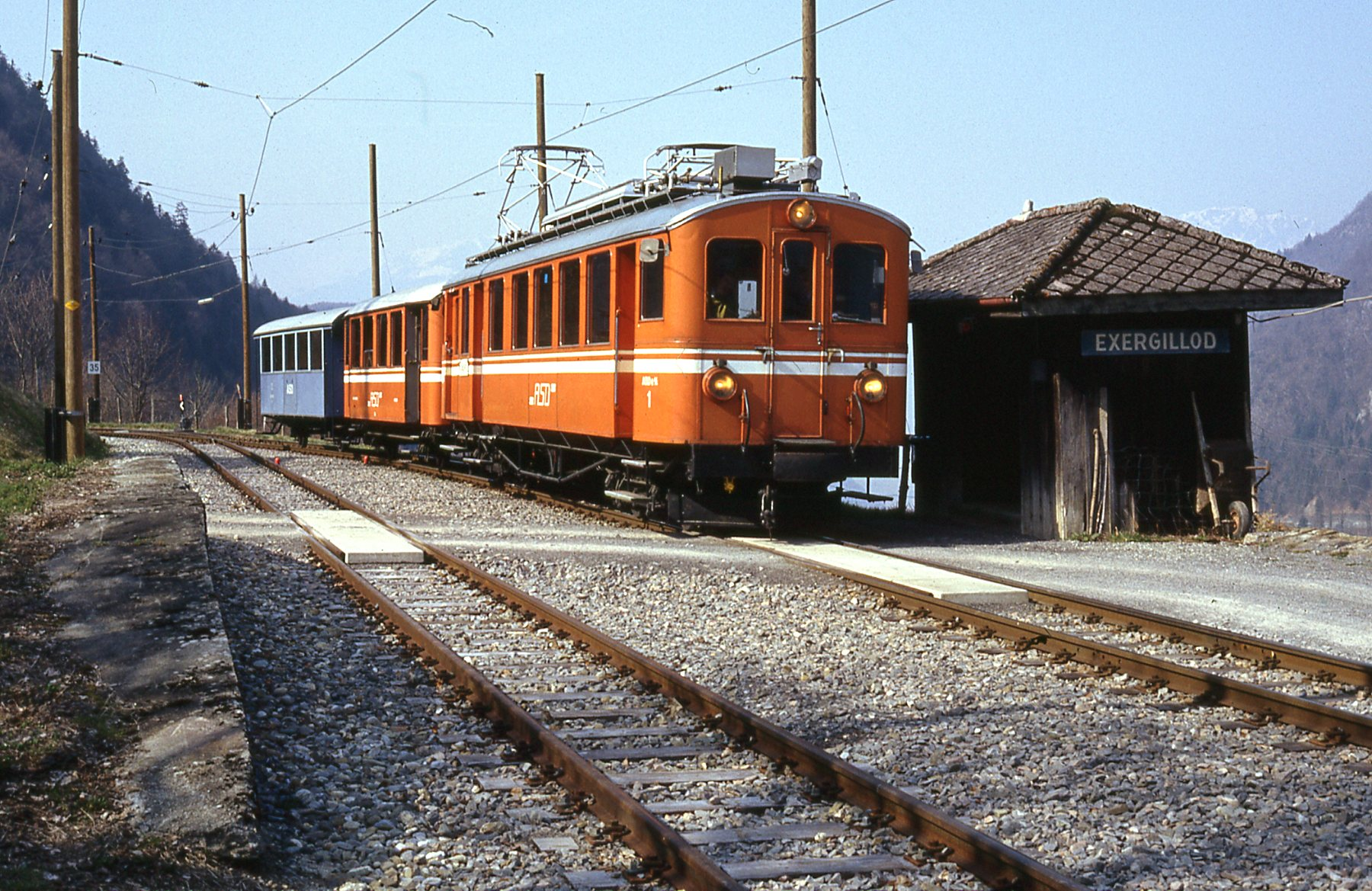
Triebwagen 1 der ASD samt zugehörigem Anhänger, beide abweichend mit zweigeteiltem Streifen
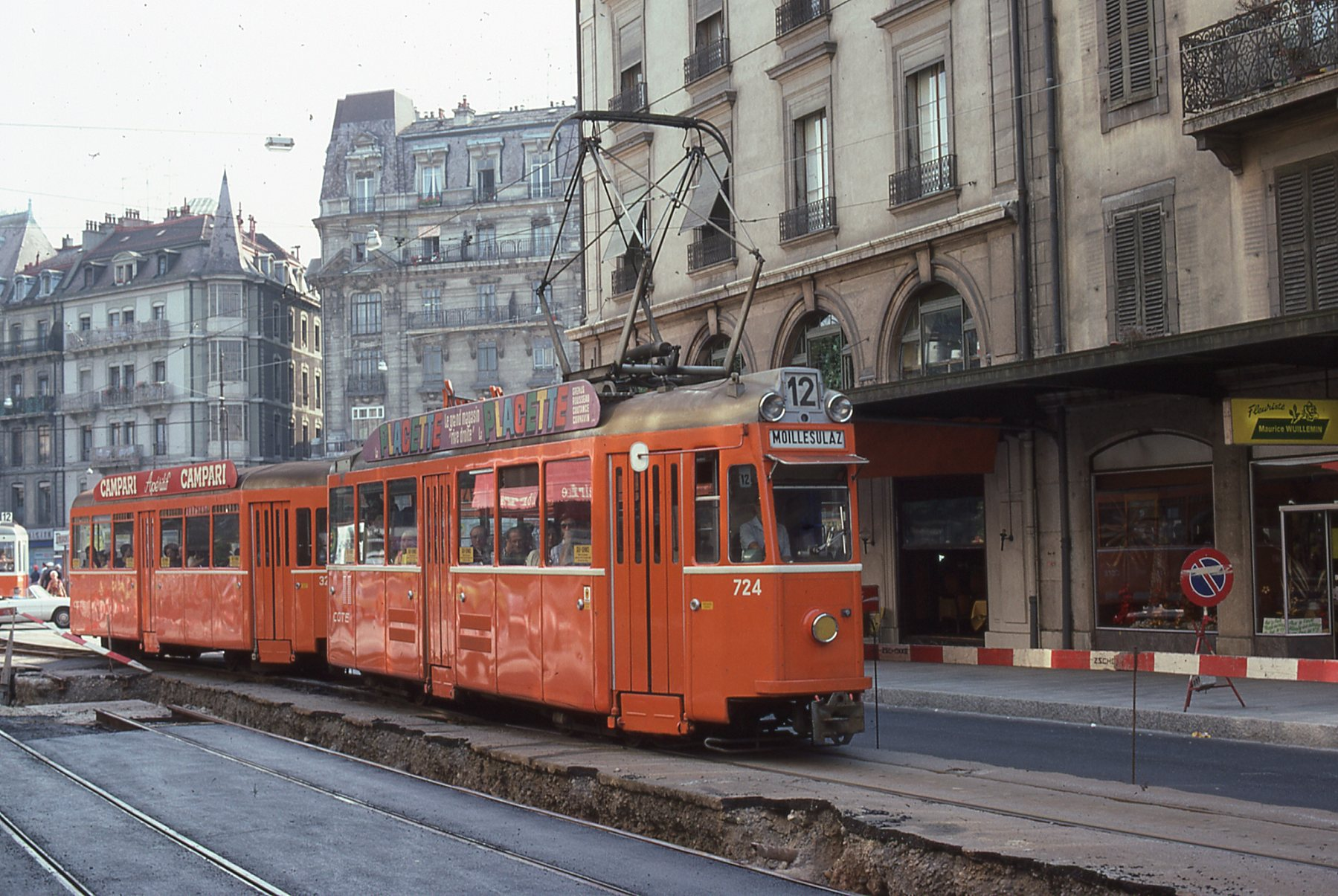
Ein Genfer Standardzug in VST-Lackierung
Triebwagen 606 der CJ blieb bei seiner Gesellschaft ein Einzelgänger
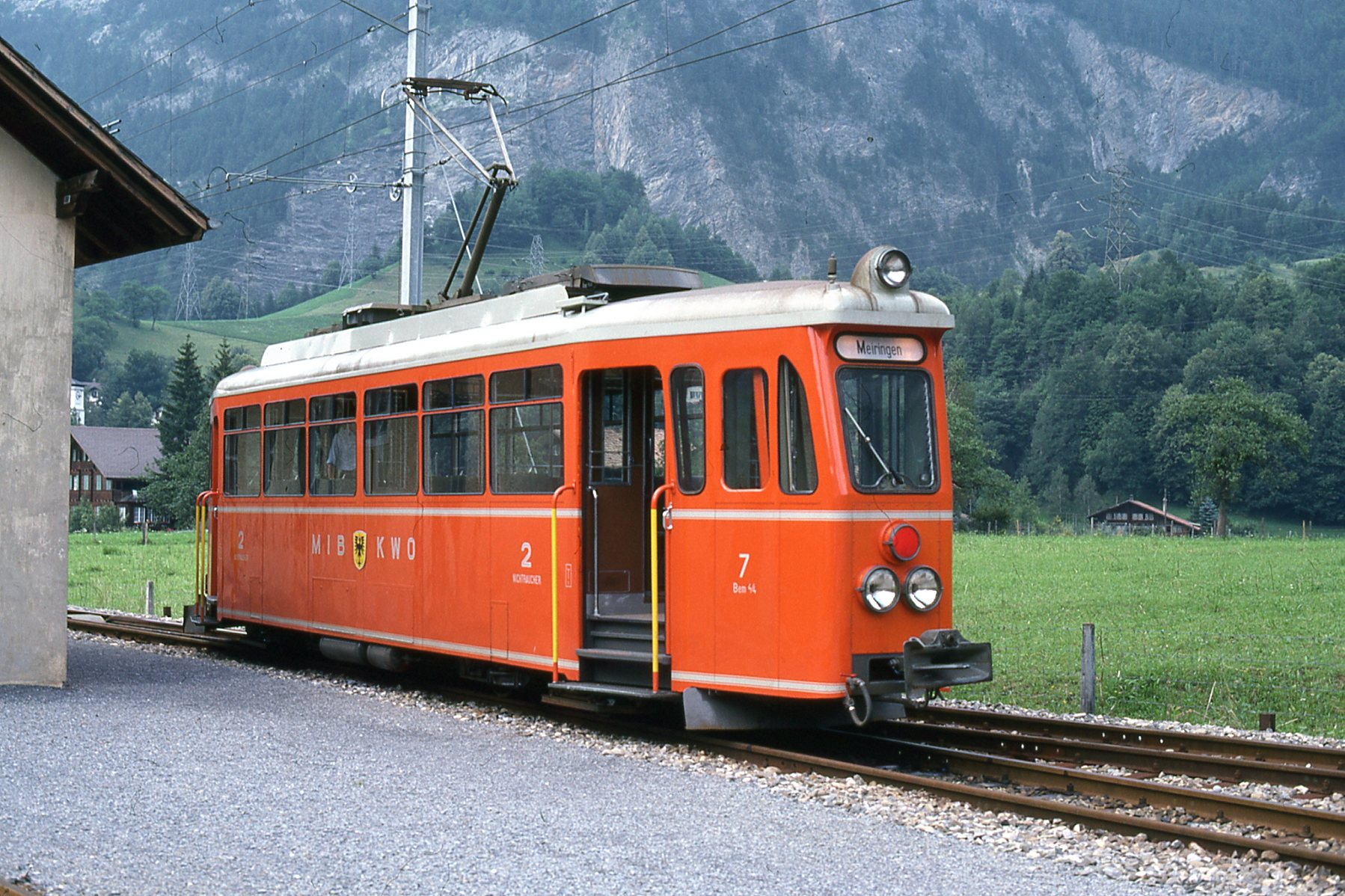
Triebwagen 7 der MIB mit zwei schmalen Streifen, 1980
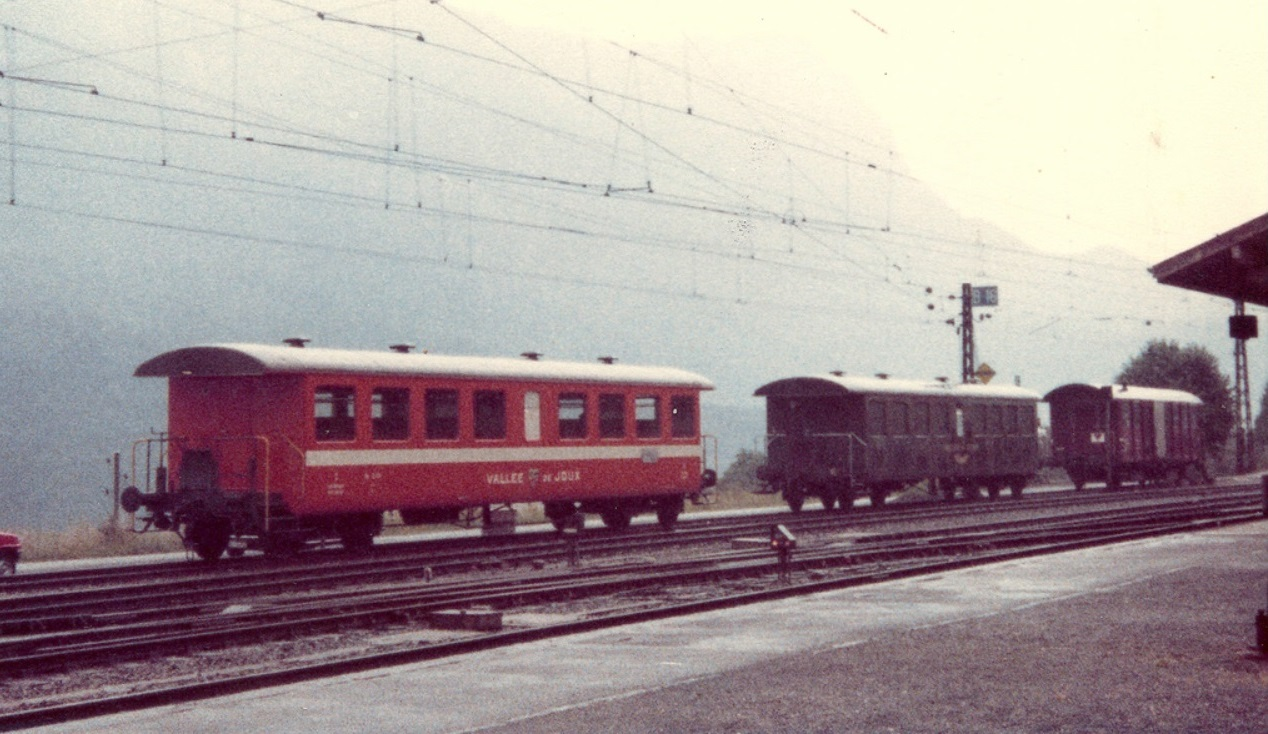
Der Bi 476 der PBr, 1980 in Vallorbe
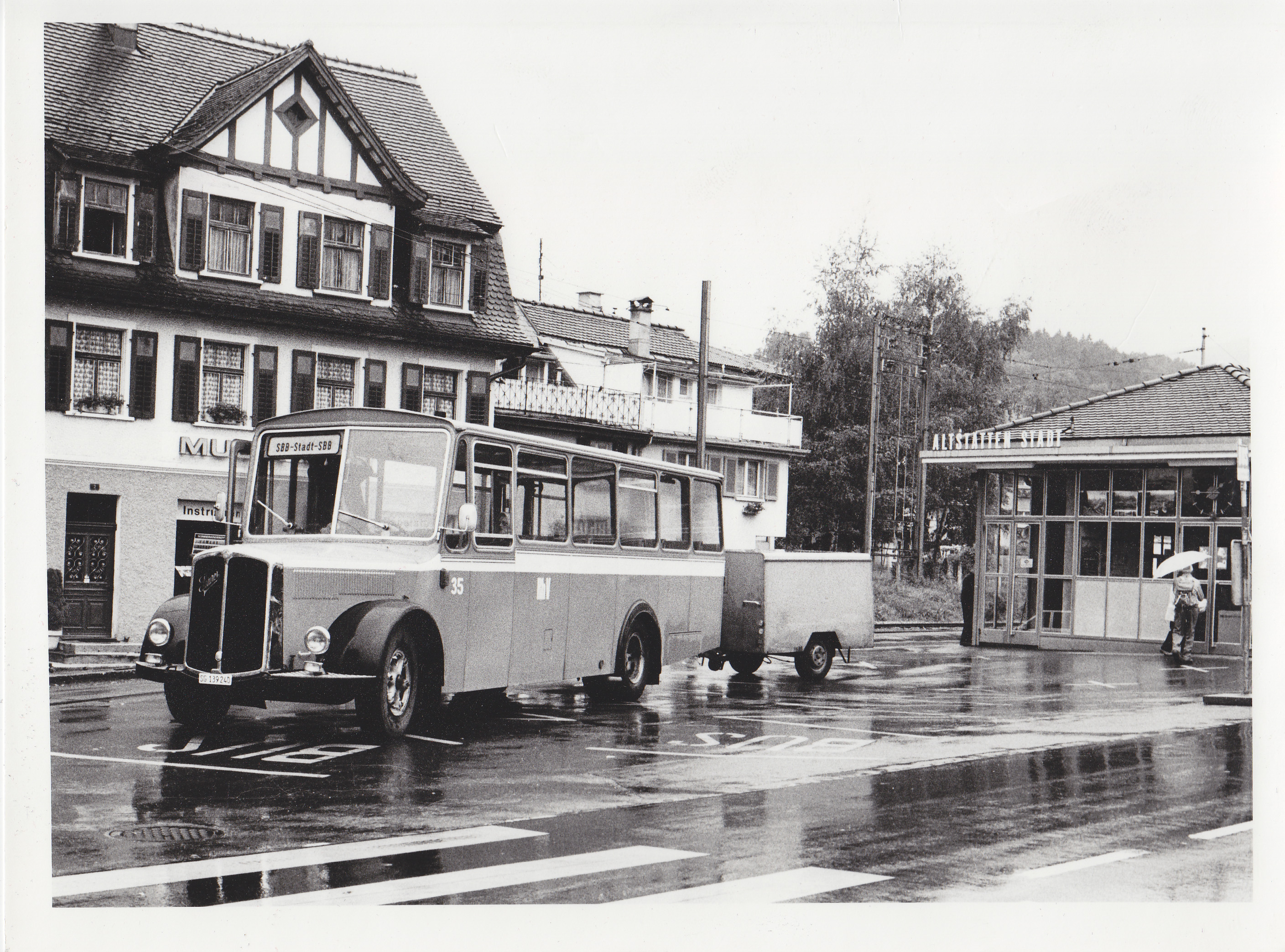
Nachträglich umlackierter Fronthauber-Autobus der RhV in Altstätten, 1984
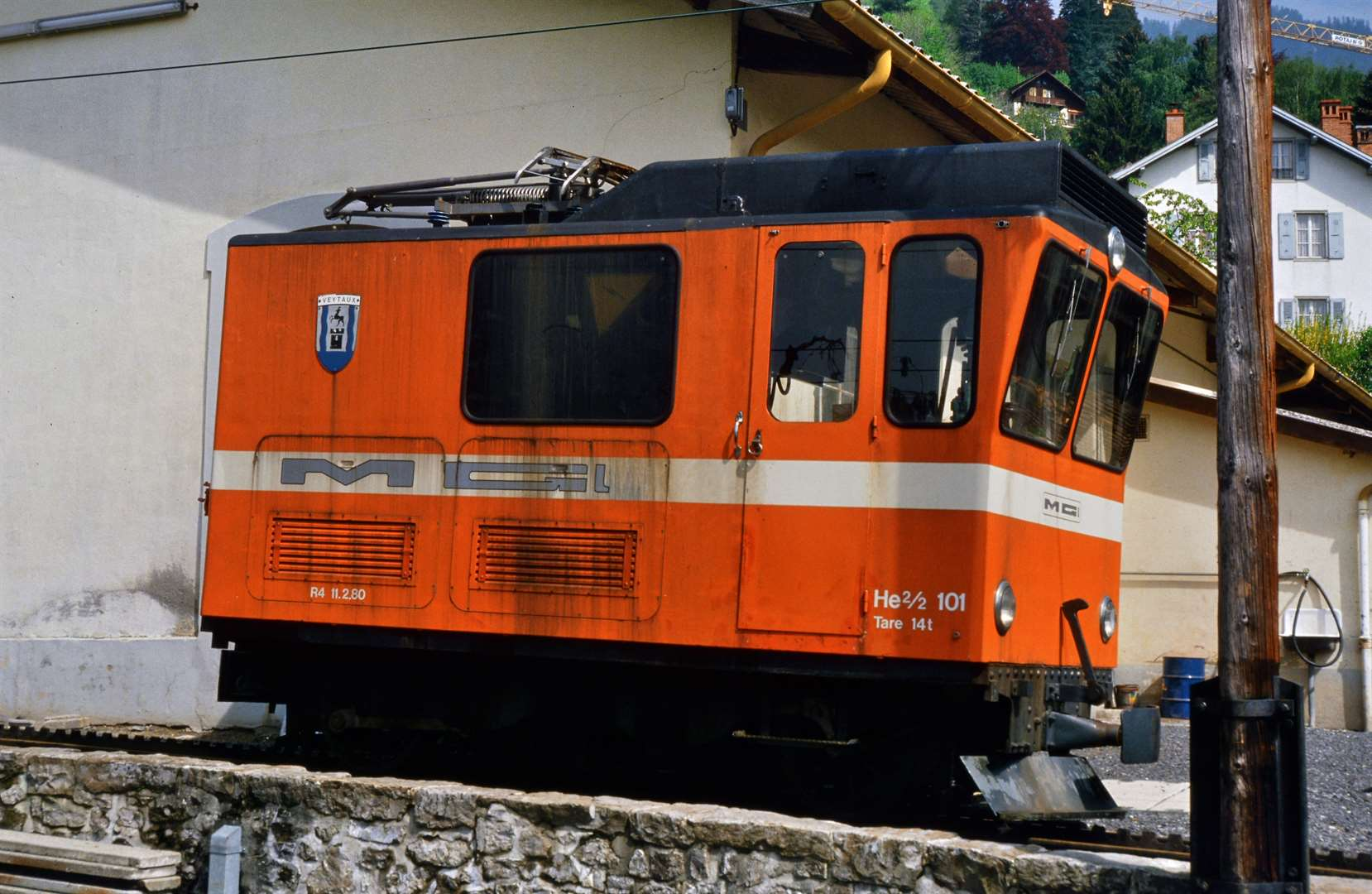
Lokomotive 101 der Zahnradbahn Montreux–Glion, 1986

## Abwandlungen und Weiterentwicklungen
Viele Verkehrsunternehmen entschieden sich letztlich gegen das VST-Farbkonzept, liessen sich aber dennoch mehr oder weniger stark von diesem inspirieren. So beispielsweise die RVT, die ursprünglich eine dunkelrote Hauslackierung hatte und sich schliesslich in den 1980er Jahren für ein etwas helleres Rot in Kombination mit dem vom VST-Konzept bekannten lichtgrauen Kontraststreifen unter dem Fensterband entschied. Die gleiche Farbaufteilung übernahmen schliesslich auch die CJ, die CMN, die FW, die SGA sowie die YSteC.
Eine weitere Variante war die Ausweitung des lichtgrauen Anteils auf den kompletten Fensterbereich, wie beispielsweise bei den BDe 8/8 der Bremgarten-Dietikon-Bahn (BD), die von Rot auf Orange umlackiert wurden, bei der Wohlen-Meisterschwanden-Bahn und bei der Chemin de fer Orbe–Chavornay. Gleiches galt auch für die Lausanne–Echallens–Bercher-Bahn (LEB), welche die ursprünglich dunkelgrün gehaltenen Fahrzeuge passend zum Konzept Orange neulackierten, wobei die 1985 ausgelieferten Neufahrzeuge dann aber erneut grün waren. Und auch die Biel-Täuffelen-Ins-Bahn (BTI), die Solothurn-Niederbipp-Bahn (SNB) und die Oberaargau-Jura-Bahnen (OJB), welche per April 1984 eine Betriebsgemeinschaft eingingen, entschieden sich für lichtgraue Fensterbänder, kombinierten diese aber zusätzlich noch mit dem vom VST-Konzept bekannten umlaufenden Streifen.
Die Chemins de fer fribourgeois Gruyère–Fribourg–Morat (GFM) wiederum entschied sich bei ihren Schienenfahrzeugen für eine individuelle silber-orange Lackierung. Die Sihltal-Zürich-Uetliberg-Bahn nutzte die Farben Orange und Rot für ihre Fahrzeuge, während die Züge der Uetlibergbahn eine orange Grundlackierung mit roten Zierstreifen und Türen hatten, wurden die Fahrzeuge der Sihltalbahn in Rot mit orangen Akzenten gehalten.

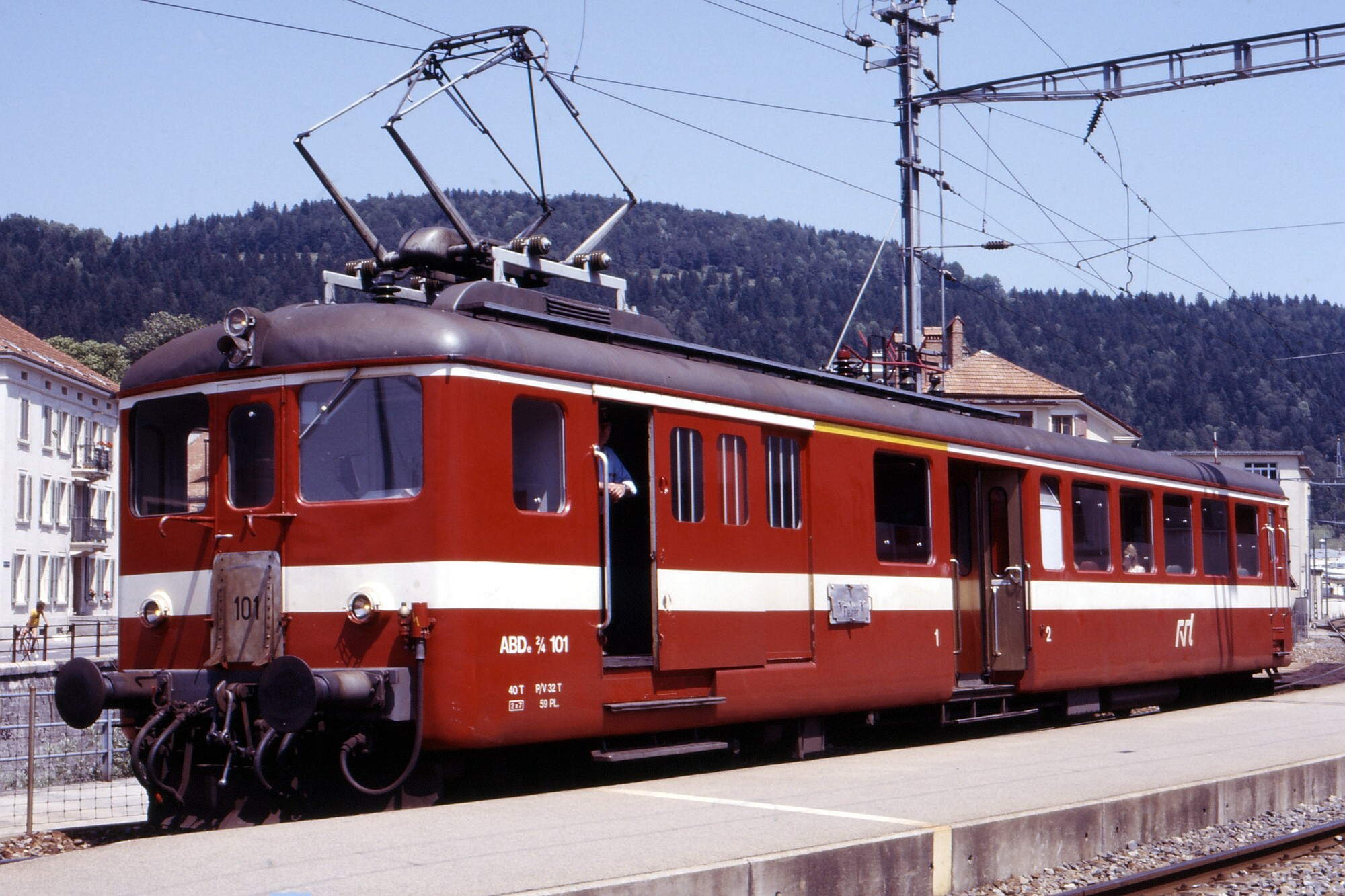
Abweichende Grundfarbe bei der RVT
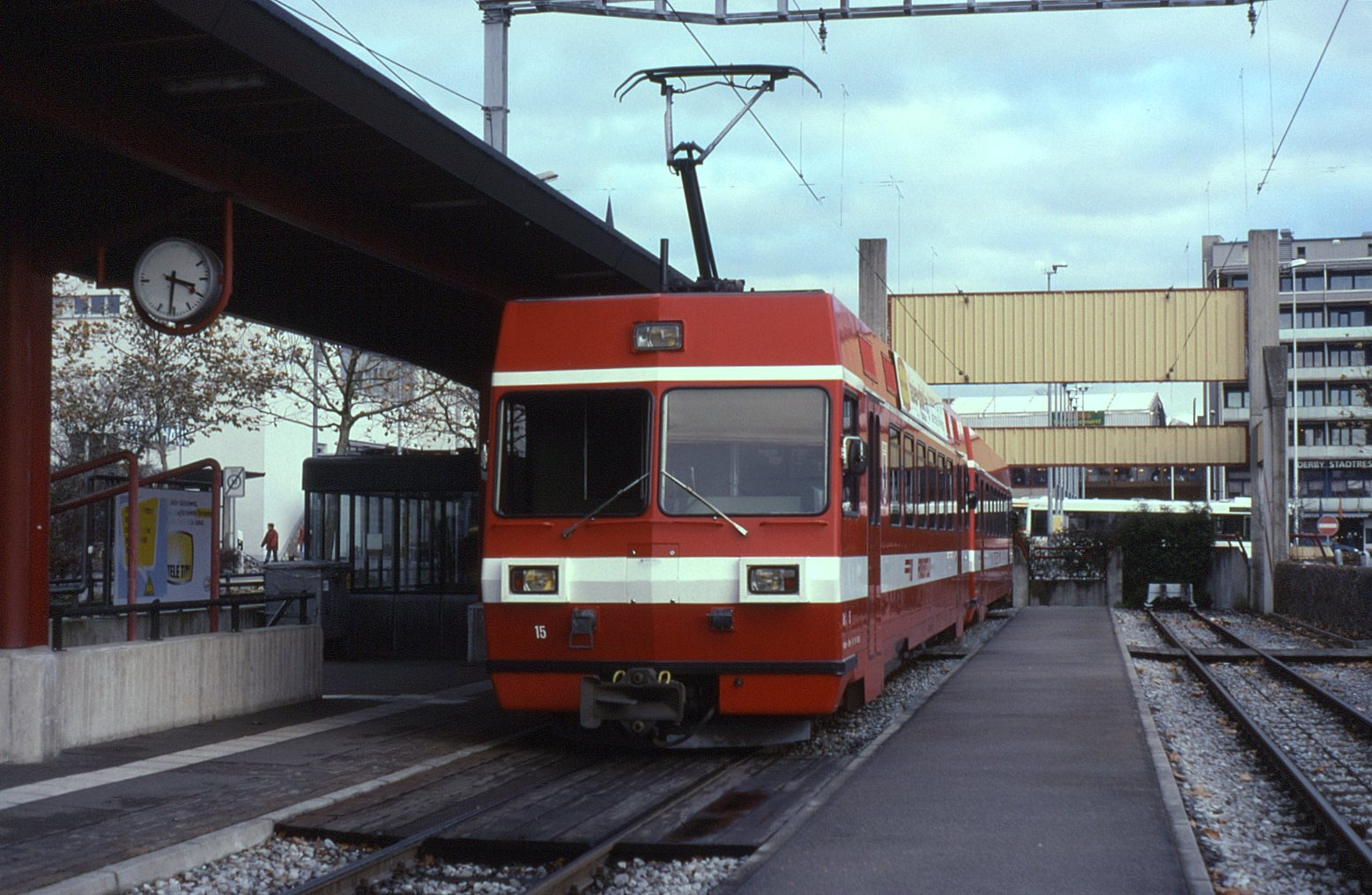
Variante der FW
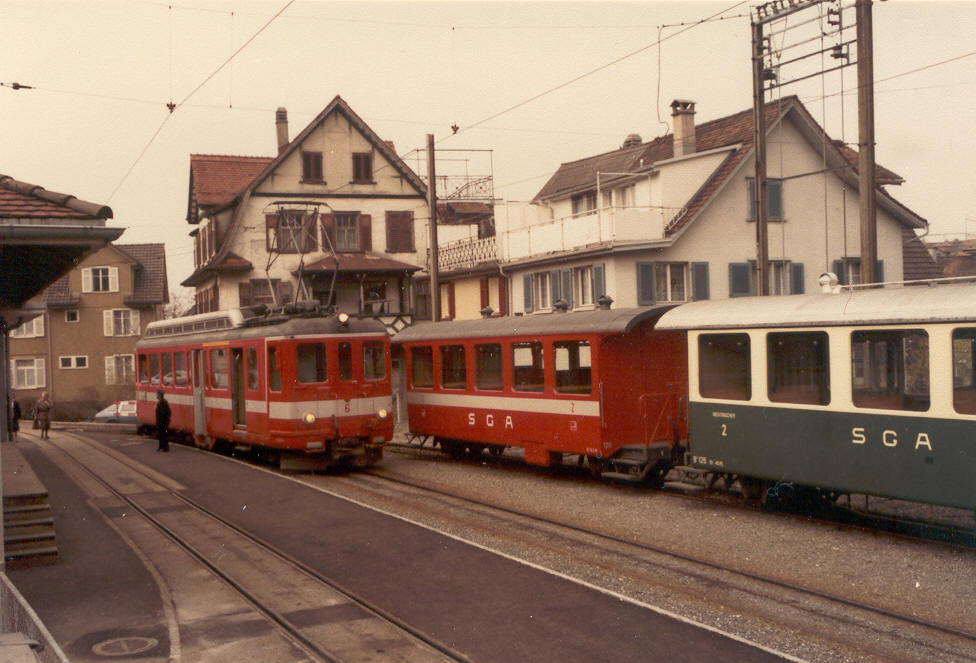
Variante der SGA, aufgenommen 1986
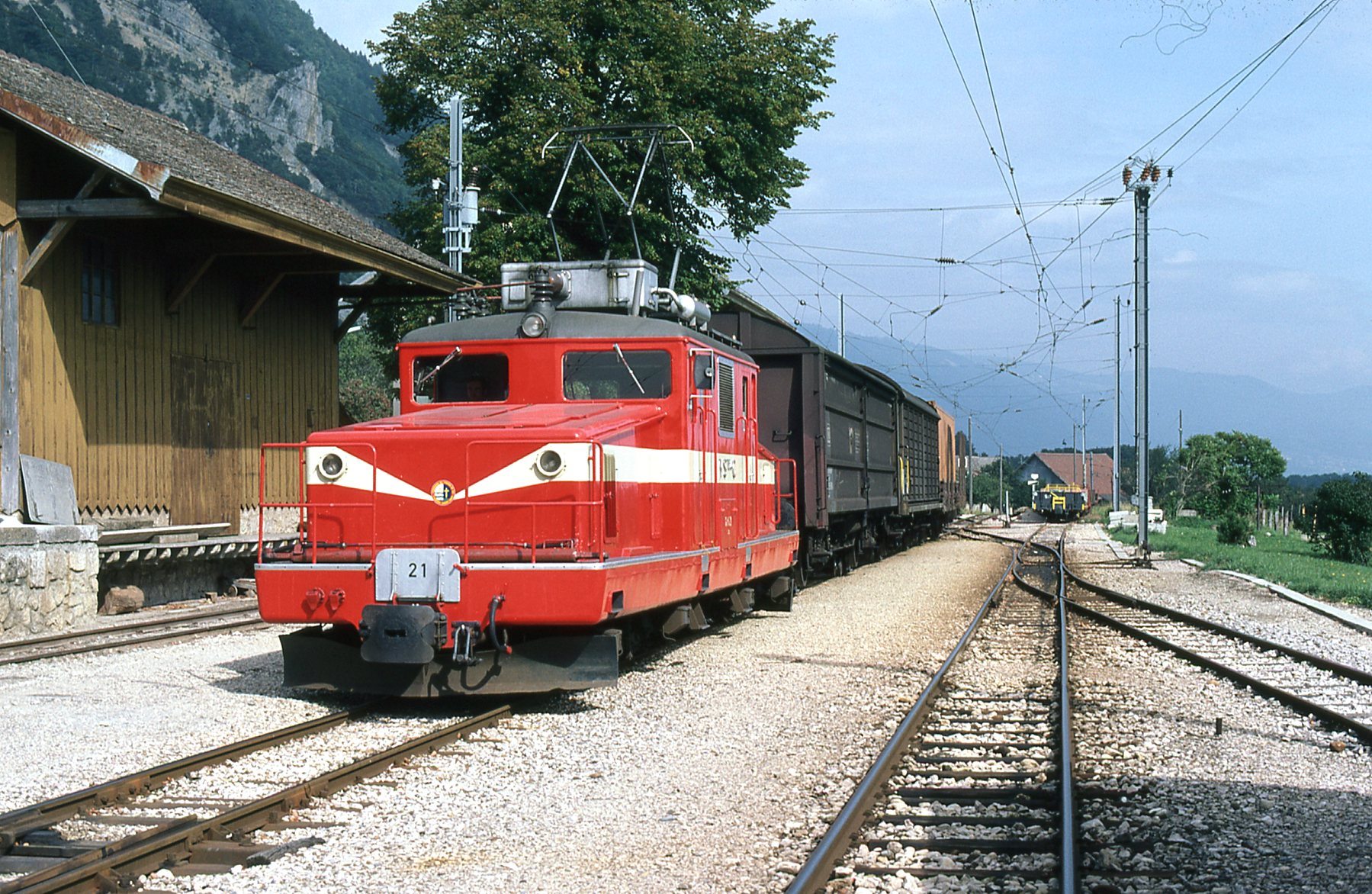
Variante der YSteC
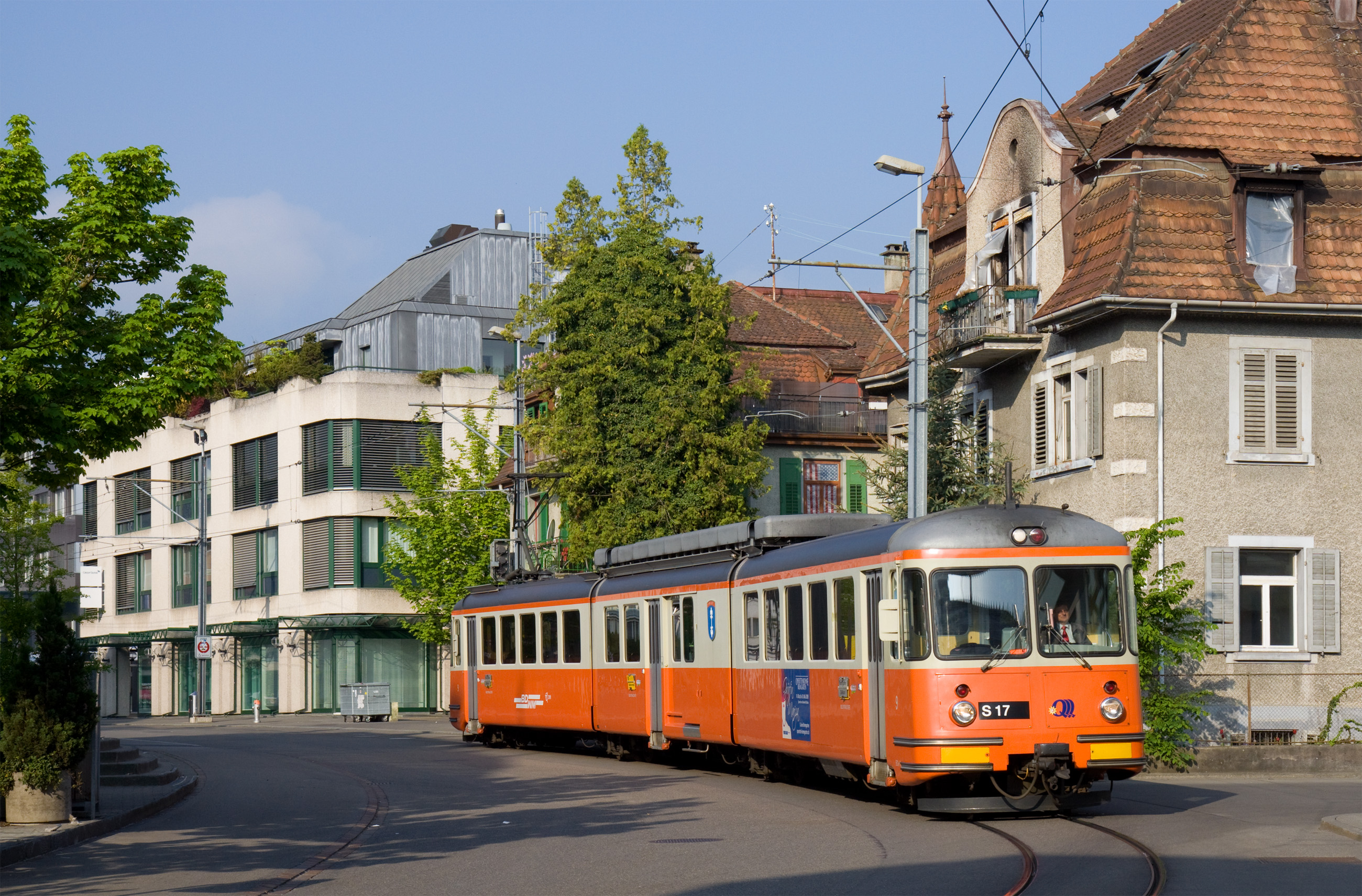
Ein BDe 8/8 der BD
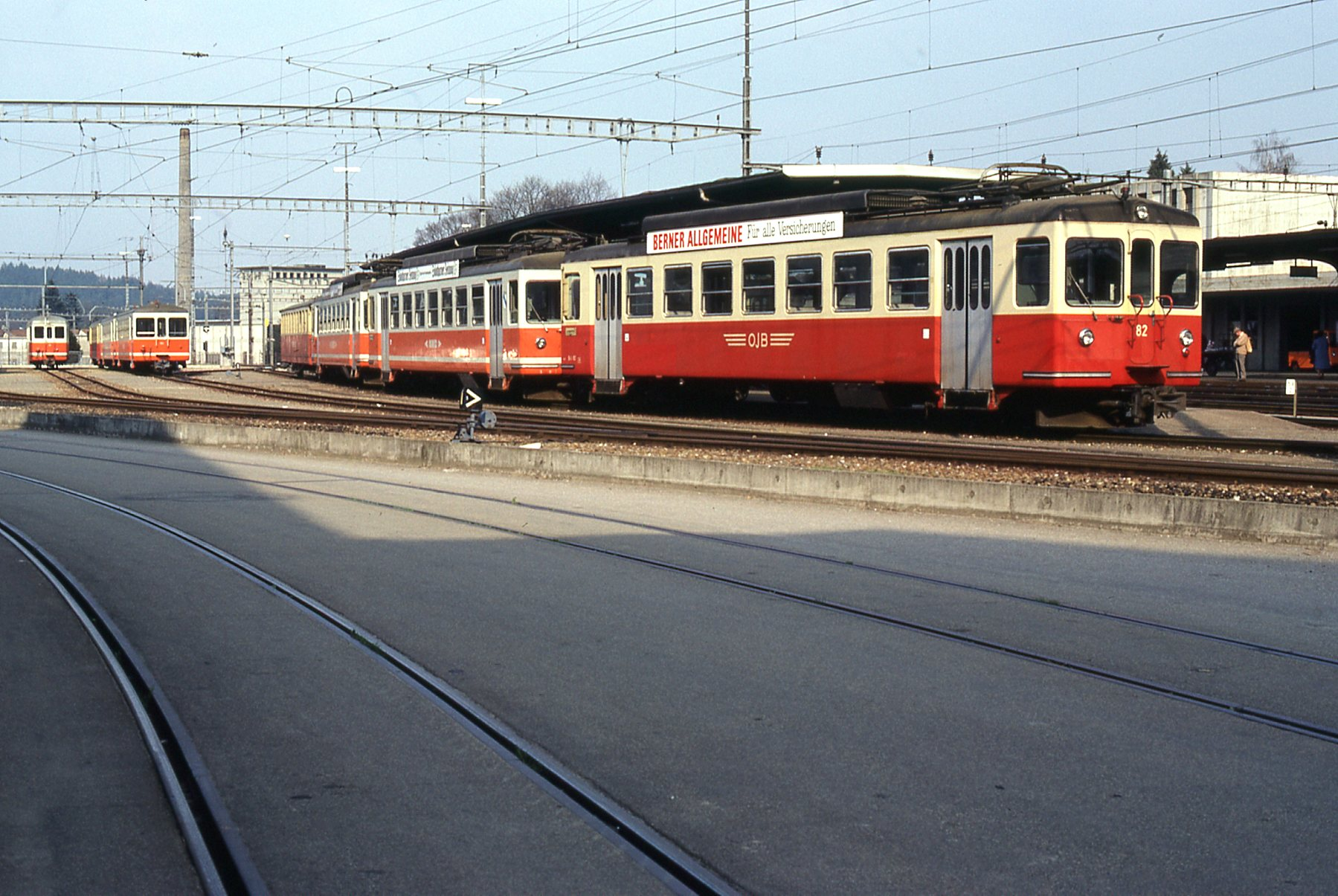
Alte und neue Farbgebung der OJB
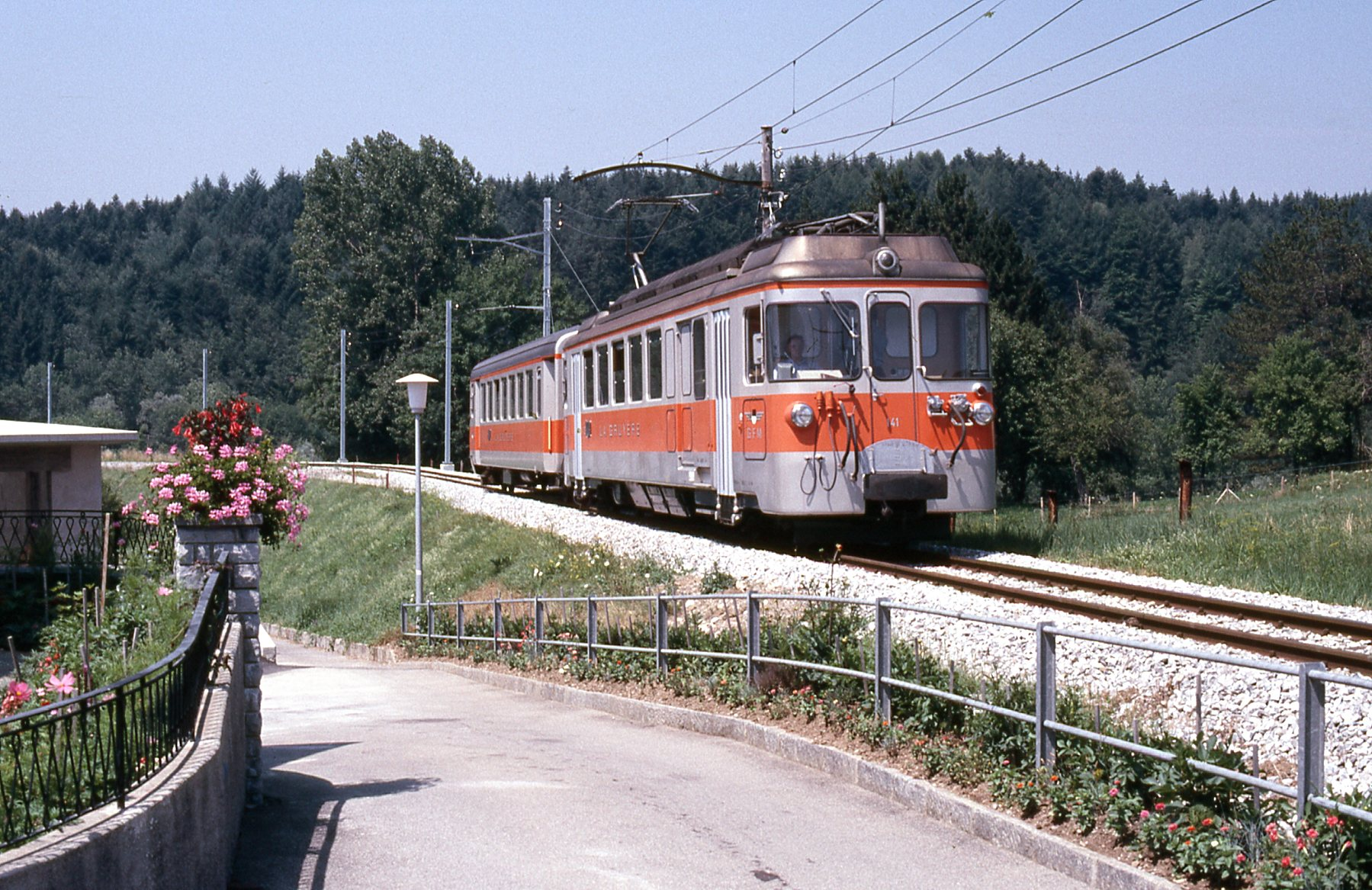
Ein orange-silberner GFM-Zug, um 1980
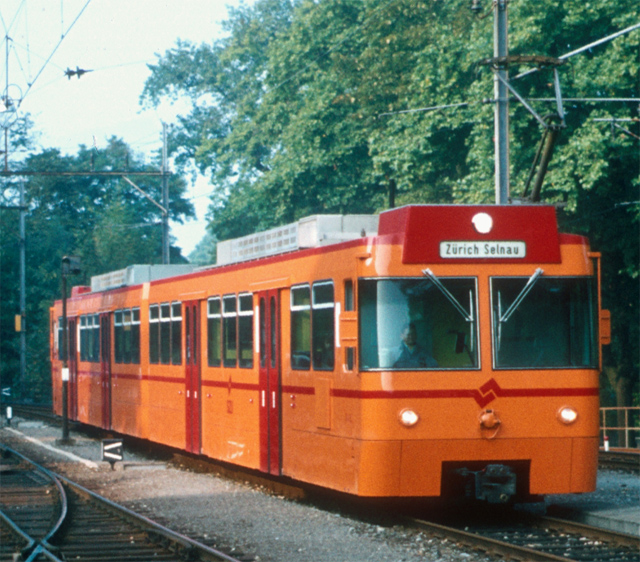
Variante der SZU für die Uetlibergbahn, 1982

## Nach dem Versuch
Die meisten orange lackierten Fahrzeuge wurden nach dem VST-Versuch umlackiert (insbesondere Bahnen und Trolleybusse), sofern sie aufgrund ihrer kurzen Lebensdauer nicht ohnehin bereits ausgemustert waren (insbesondere Autobusse). Einige Betriebe blieben jedoch – zumindest für eine gewisse Zeit – grundsätzlich beim orangen Lackierungsschema, variierten aber über die Jahre die Farbaufteilung und -anteile. So beispielsweise der Regionalverkehr Bern–Solothurn, welcher heute noch Fahrzeuge mit ähnlicher Lackierung einsetzt, oder die – mittlerweile in Transports publics genevois umbenannte – Genfer Verkehrsgesellschaft. Die Lugano-Ponte-Tresa-Bahn hat die VST-Farbgebung ihres Wagenparks weitgehend beibehalten, aber in Details modifiziert; so sind die Fronten nun komplett lichtgrau.

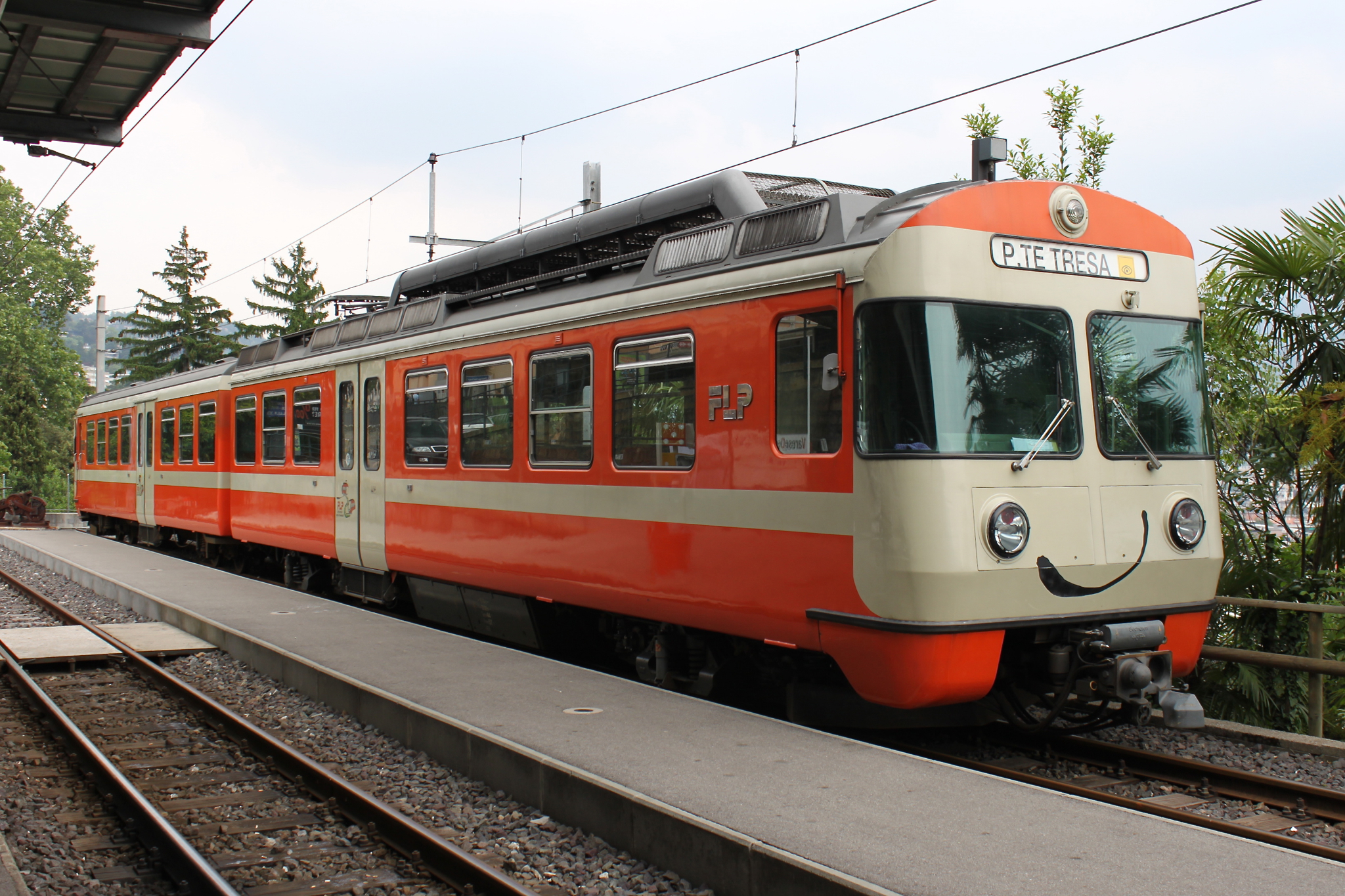
Leicht modifizierte Version bei der Lugano-Ponte-Tresa-Bahn
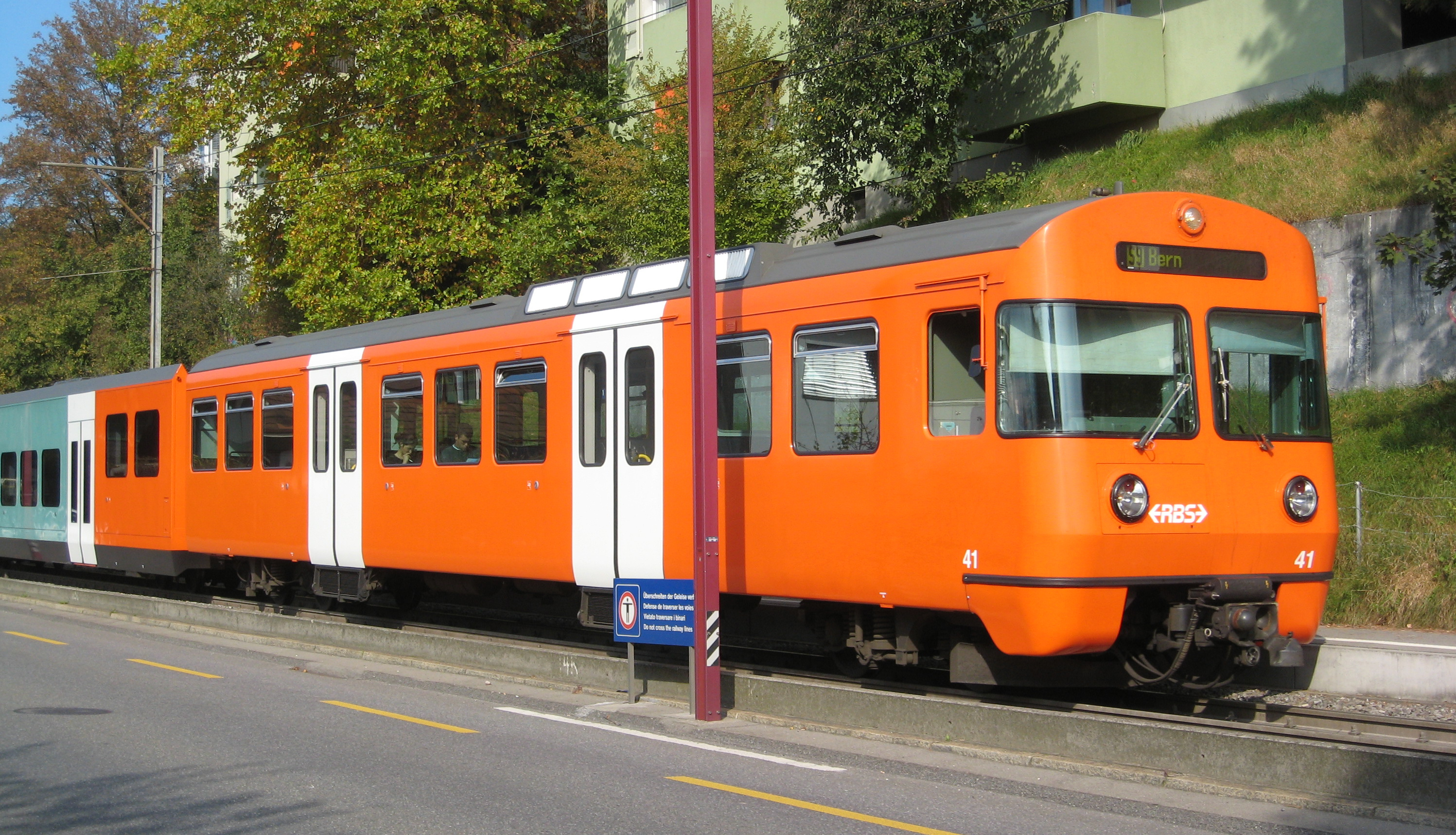
Stark modifizierte Version beim Regionalverkehr Bern–Solothurn
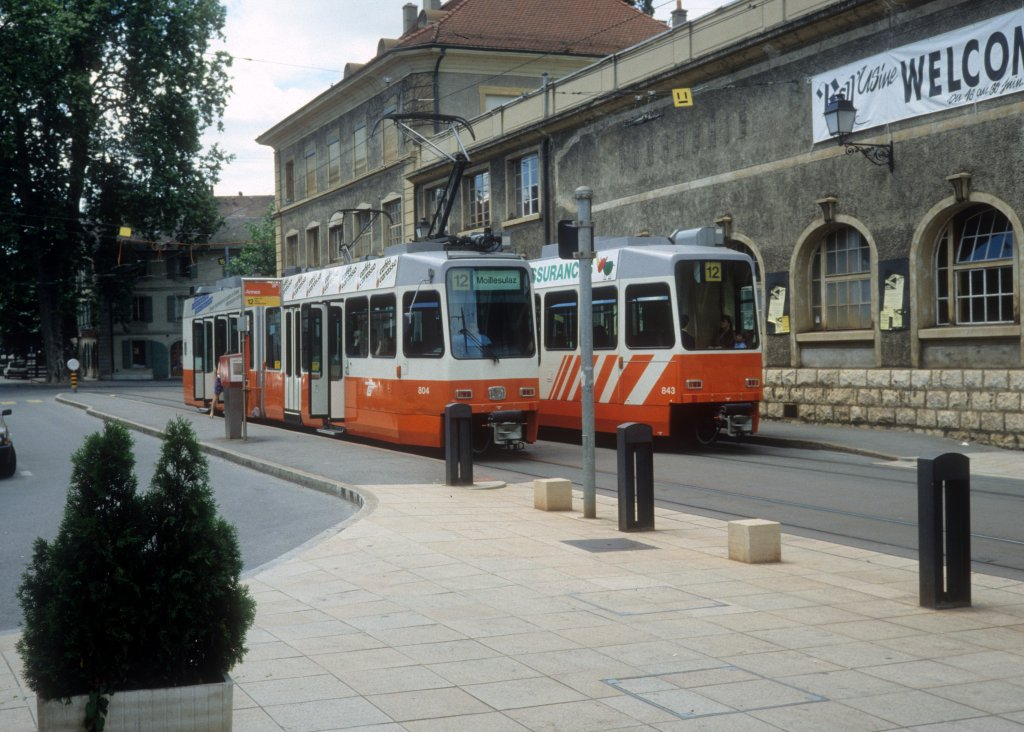
Die TPG setzte bereits ab 1977 auch bei Neufahrzeugen auf einen lichtgrauen Fensterbereich, ab 1988 kamen dann weitere Designelemente, wie auf dem rechten Tram zu sehen, hinzu
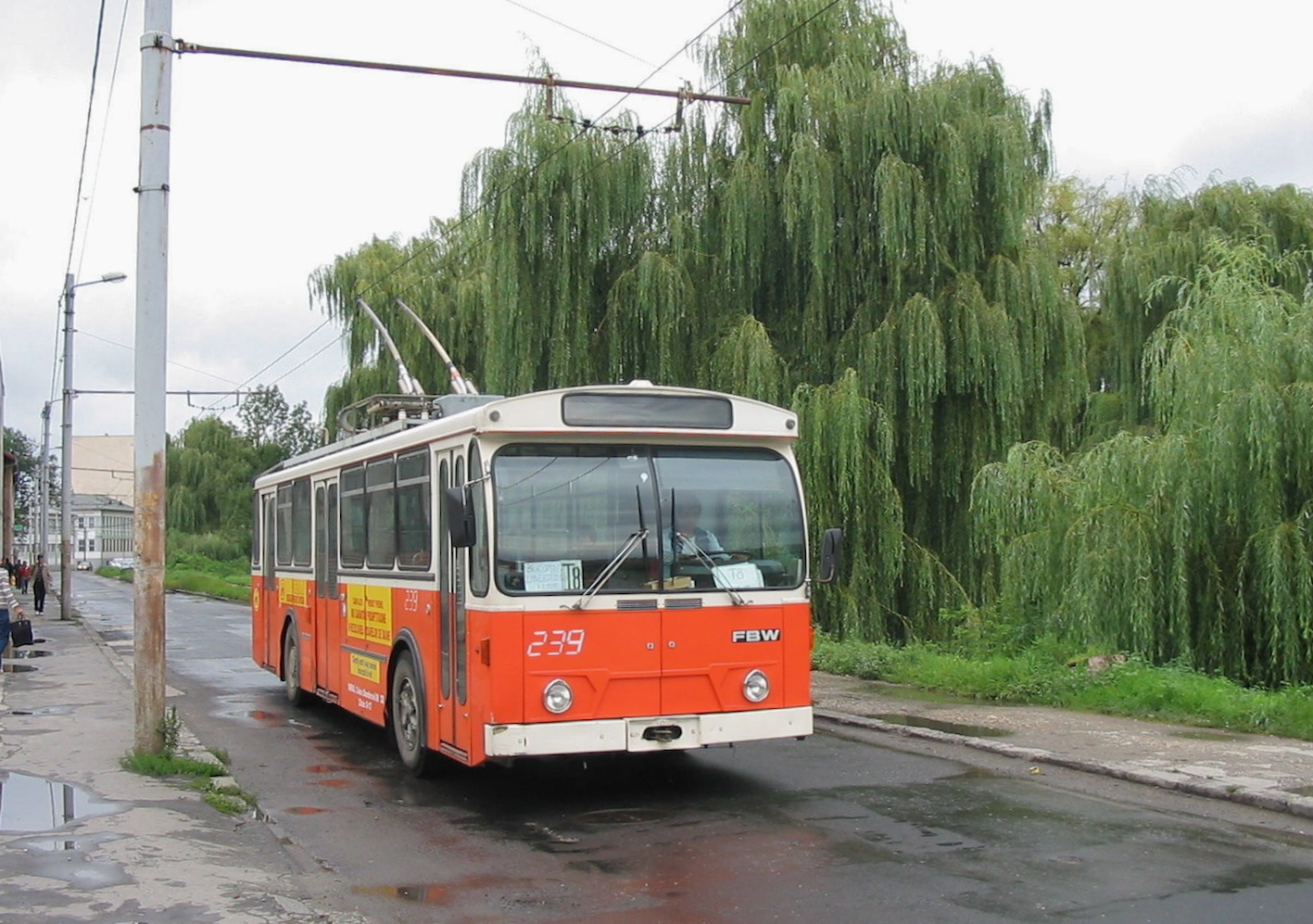
Modifiziertes Design aus Lausanne, dieser Wagen trug ursprünglich auch den VST-Anstrich
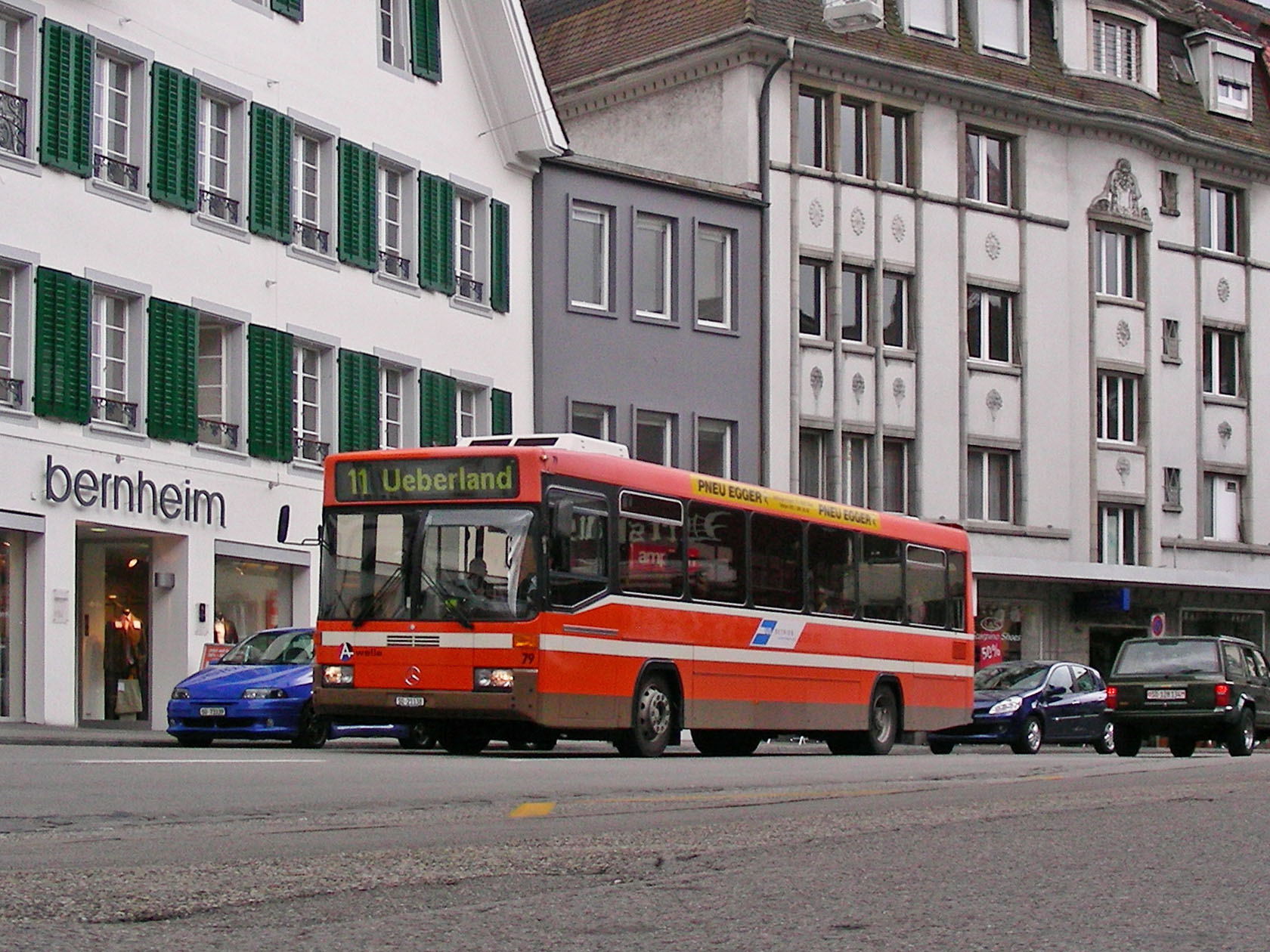
In Olten blieb man praktisch unverändert beim VST-Anstrich, hier ein Mercedes-Benz O 405 mit Hess-Karosserie im Jahr 2007

## Ähnliche Lackierungskonzepte

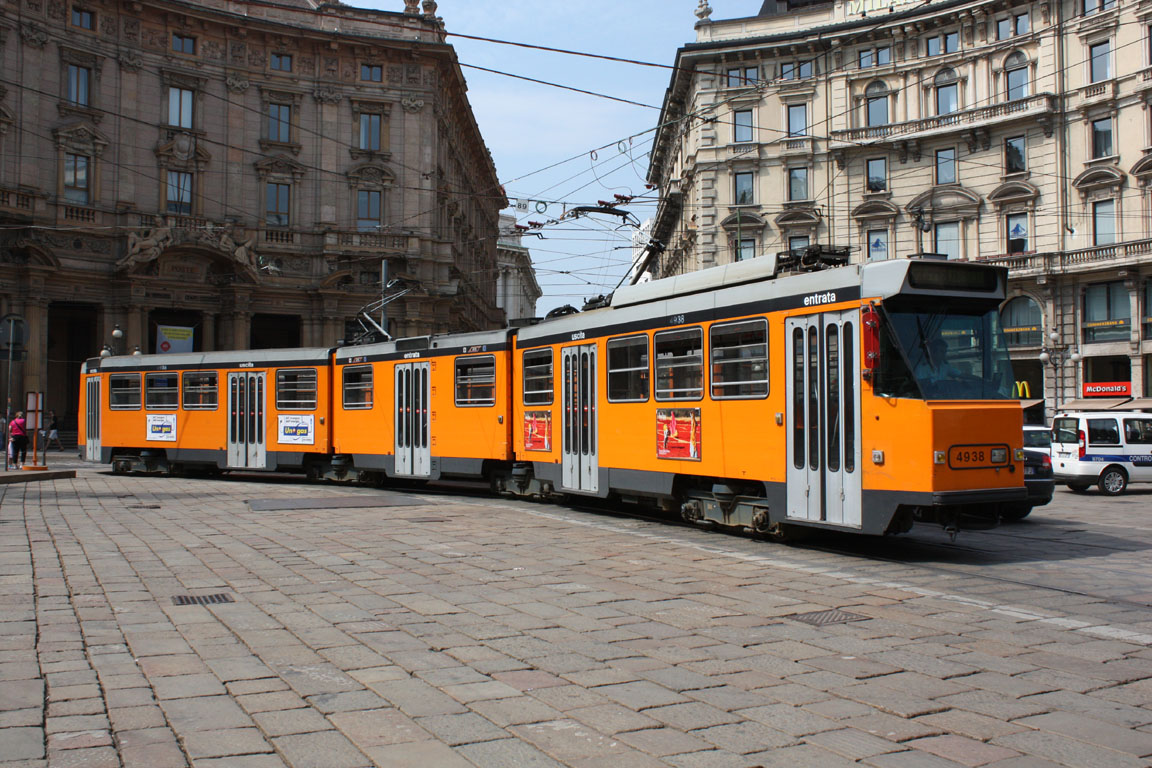
Straßenbahn in Mailand, 2009

Die Eurofima, bei der auch die Schweizerischen Bundesbahnen Mitglied sind und die ihren Sitz in Basel hat, führte Mitte der 1970er Jahre ebenfalls eine orange Einheitslackierung mit lichtgrauem Kontraststreifen unterhalb der Fensterkante ein. Diese erstmals 1973 in Italien vorgestellte Eurofima-C1-Lackierung war bis 2008 in insgesamt fünf Staaten anzutreffen und galt für bestimmte im internationalen Verkehr eingesetzte Reisezugwagen.
Italien führte in der zweiten Hälfte der 1970er Jahre auch eine landesweite orange Einheitslackierung für alle öffentlichen Stadtverkehrsmittel ein, wenn auch ohne lichtgrauen Kontraststreifen. Dieses Design wurde arancio ministeriale für Ministerial-Orange genannt, entsprechend dem Ministerialerlass vom 18. April 1977, der zu seiner Verbreitung führte. Allerdings existierte im dortigen Stadtverkehr bereits seit 1929 die Einheitslackierung biverde ministeriale, die Hellgrün und Dunkelgrün kombinierte. 2001 wurde die Vorgabe wieder aufgehoben.
2004 lancierte der Tarifverbund A-Welle einen weiteren Einheitsanstrich für sämtliche Transportunternehmen im Verbundgebiet, wobei die ansonsten weiss gehaltenen Fahrzeuge im unteren Teil eine wellenförmige Lackierung aufweisen, die sich farblich je nach Verkehrsbetrieb unterschied. Sogar die typischerweise gelb lackierten Postautos wurden zwischenzeitlich in das Konzept integriert. Nach der VST-Einheitslackierung stellte dies schweizweit den ersten Versuch für ein flächendeckendes Lackierungskonzept im öffentlichen Verkehr dar.